# Les Grandes Gueules (émission)
Pour les articles homonymes, voir Les Grandes Gueules (homonymie) et GG.
Les Grandes Gueules (souvent rebaptisée Les GG ou Les G. G.) est une émission radiophonique de débat d'actualité (talk-show), diffusée du lundi au vendredi en France à la radio sur RMC depuis le 30 août 2004, et simultanément à la télévision sur RMC Story depuis le 5 septembre 2016.
Elle est animée par les journalistes Alain Marschall et Olivier Truchot.

## Historique

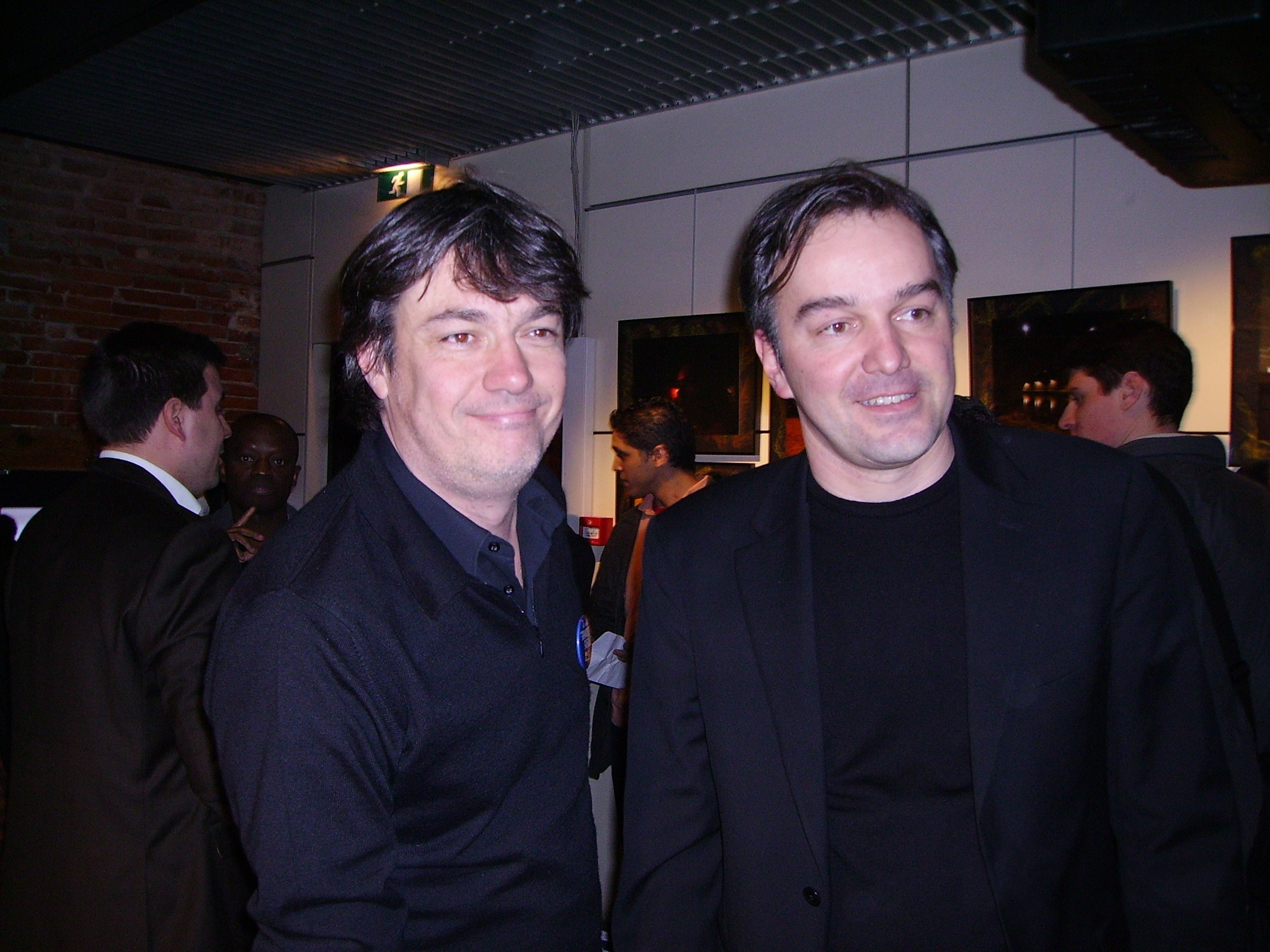
Alain Marschall et Olivier Truchot, lors du « Tour de Gaule » des Grandes Gueules en 2007 à Toulouse.

L'émission a été créée en août 2004. Après Controverses (2002-2003) et On nous la fait pas (2003-2004), Les Grandes Gueules est le troisième talk-show animé par le duo Alain Marschall et Olivier Truchot depuis 2002 sur RMC.

## Contenu de l'émission

### Chroniques

#### Saison 2023-24
- À la une des GG : débat autour du sujet polémique du jour.
- On s'en fout / On s'en fout pas : des sujets d'actualité sont soumis aux intervenants.
- Débat d'actualité : un sujet est approfondi par les intervenants.
- GG Set et Match : les intervenants divisés en deux camps s'affrontent pour ou contre un thème arbitré par Alain Marschall.
- Au Pays des GG : retour sur un sujet ou un fait divers qui s'est déroulé en France.

#### Anciennement
- Le monde de Macron (précédemment La France de Nicolas puis Au pays de Hollande) : les intervenants reviennent sur l'actualité politique française du jour.
- La GG du jour : mise en avant d'une personnalité jugée « grande gueule du jour » en raison de ses propos ou de son action.
- Les GG veulent savoir : les intervenants donnent leur avis sur une question de société.
- Le match des GG : les intervenants forment deux équipes autour de deux auditeurs pour répondre aux questions d'Alain Marschall et retrouver les auteurs de différentes citations.
- Les GG et vous : les auditeurs peuvent revenir sur certains propos des intervenants qui les ont interpellés durant l'émission.
- Le grand oral des GG : un invité répond aux questions des intervenants.
- C'est ça la France : Frédéric Hermel réalise un billet d'humeur.
- Les GG du barreau : trois avocats sont invités pour débattre.

### Émissions spéciales
Le 17 juin 2005, se déroule la Nuit des Grandes Gueules : Alain Marschall et Olivier Truchot accueillent une quinzaine d'auditeurs fans de l'émission dans leur studio. Les deux animateurs les testent en direct de minuit à 4h30. Quelques jours plus tôt, le 6 juin, RMC est élue « meilleure radio de l'année » par le 7e Grand Prix des médias organisé par CB News. La station a également été nommée pour Les Grandes Gueules dans la catégorie « meilleure émission de l'année ».
Le 5 octobre 2006, Alain Marschall, Olivier Truchot et tous leurs chroniqueurs sont au café de la Gare à Paris, pour la « 3e assemblée générale des Grandes Gueules », en direct et en public.
Du 21 mars au 25 mars 2011, Les Grandes Gueules sillonnent la France à bord du Train pour l'emploi et l'égalité des chances. Ils sont à la gare d'Orléans le lundi 21 mars, à la gare de Lille-Flandres le mardi 22 mars, à gare de Clermont-Ferrand le mercredi 23 mars, à la gare de Marseille-Saint-Charles le jeudi 24 mars et à la gare de Reims le vendredi 25 mars[pertinence contestée].
Le 23 novembre 2011, Les Grandes Gueules sont en direct du 94e Congrès de l'Association des maires de France (AMF), un événement annuel réunissant maires et présidents de communautés de France de tous bords. Ils réunissent ce jour-là, le « Conseil municipal des Grandes Gueules » composé de Brigitte Barèges, députée-maire UMP de Montauban, Gérard Collomb, sénateur-maire PS de Lyon, et Nicolas Dupont-Aignan, député-maire divers droite de Yerres, président de Debout la République et candidat à l'élection présidentielle de 2012.
Le jeudi 17 octobre 2024, Les Grandes Gueules fêtent leur 20 ans d'existence lors d'un prime-time, Les 20 ans des "Grandes Gueules", diffusée sur RMC et RMC Story, avec pour invités spéciaux Valérie Pécresse, Marine Tondelier et Wallerand Moullé-Berteaux . Charles Consigny reçoit le trophée de la GG préférée des Français, Didier Giraud reçoit le trophée de la Meilleure GG de la soirée.

## Les intervenants

### Les présentateurs
- Alain Marschall, journaliste de radio (RMC) et de télévision (BFM TV, RMC Story)
- Olivier Truchot, journaliste de radio (RMC) et de télévision (BFM TV, RMC Story)

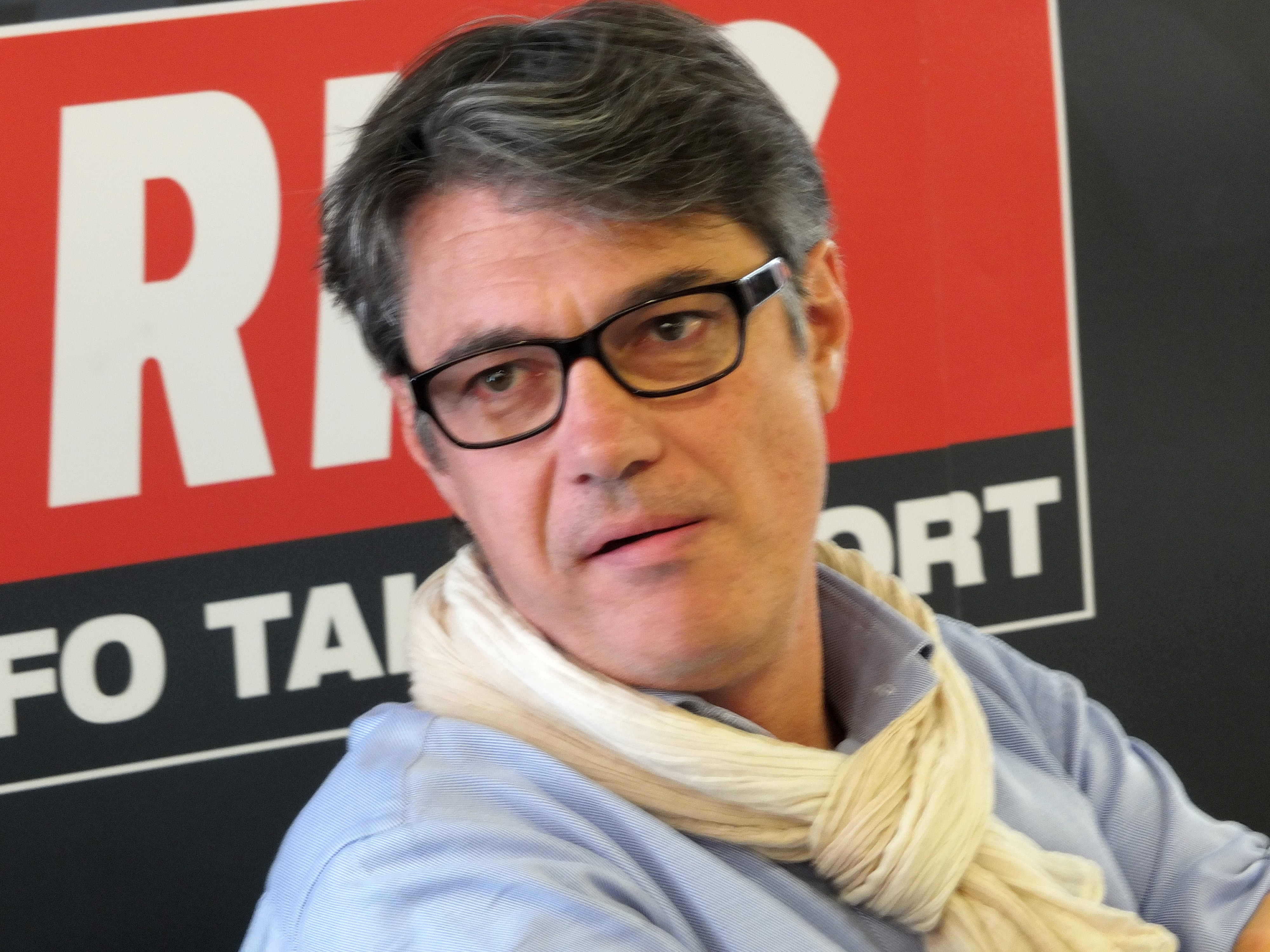
Alain Marschall
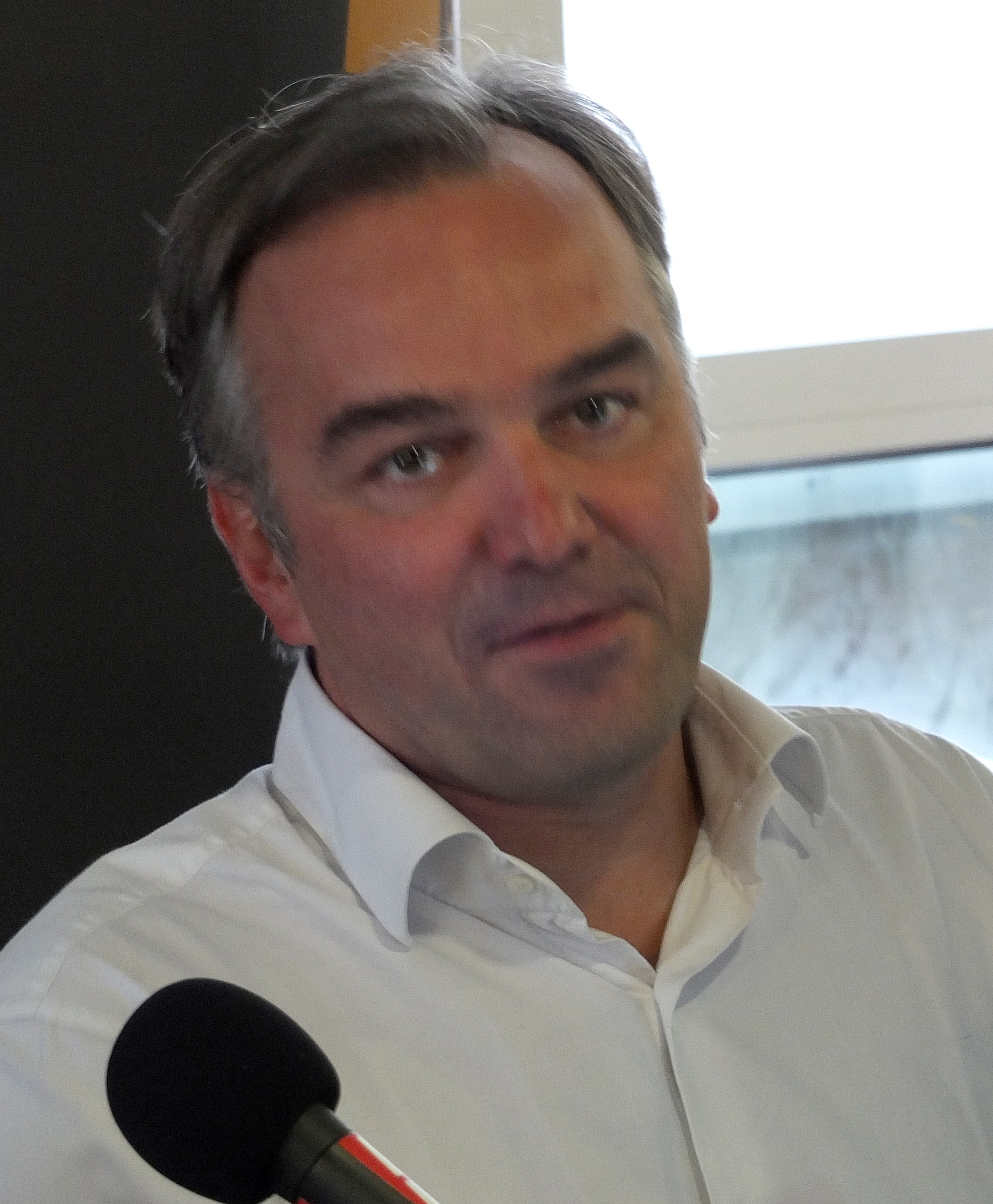
Olivier Truchot

### Les chroniqueurs

#### Chroniqueurs actuels
- Fatima Aït Bounoua, professeure de lettres en secondaire
- Zohra Bitan, cadre de la fonction publique territoriale, militante politique
- Johnny Blanc, fromager, propriétaire d'une ferme-auberge à Champdeniers (Deux-Sèvres)
- Jean-Loup Bonnamy, philosophe, essayiste, spécialiste en philosophie politique et en géopolitique
- Mourad Boudjellal, homme d'affaires, propriétaire du Hyères Football Club depuis juillet 2021, ancien président du Rugby club toulonnais (2007-2020)
- Maryeme Bouslam, responsable dans le milieu associatif
- Marie-Sophie Bufarull, secrétaire d'université
- Charles Consigny, avocat, essayiste
- Joëlle Dago-Serry, auto-entrepreneuse et coach de vie
- Antoine Diers, ancien conseiller politique d'Éric Zemmour, consultant pour les entreprises
- Élina Dumont, intervenante sociale, militante d'associations humanitaires, comédienne
- Frédéric Farah, économiste
- Camille Fournil, infirmière libérale
- Flora Gheballi, ancienne intervenante associative, ancienne intervenante dans l'équipe de communication de la présidence de la République sous François Hollande et Emmanuel Macron, entrepreneuse dans le domaine de l'écologie (et fille d'Eric Ghebali, vice-président exécutif chez Suez et membre fondateur de SOS Racisme, et de l'ancienne présentatrice télé Daniela Lumbroso[6])
- Didier Giraud, agriculteur, syndicaliste agricole à Saint-Vallier (Saône-et-Loire)
- Lilian Guignard, kinésithérapeute
- Barbara Lefebvre, professeur d'histoire-géographie, essayiste
- Virginie Legrand, cheffe à domicile
- Éléonore Lemaire, chanteuse lyrique et professeur d'aïkido
- Étienne Liebig, éducateur spécialisé à Montreuil, Bagnolet et Noisy-le-Sec (Seine-Saint-Denis), musicien, compositeur, anthropologue, écrivain, scénariste
- Stéphane Manigold, restaurateur, président de l'Union des Métiers et des Industries de l'Hôtellerie (UMIH) Paris
- Jérôme Marty, médecin généraliste à Fronton (Haute-Garonne)
- Bruno Pomart, ancien policier du RAID, maire de Belflou (Aude)
- Bruno Poncet, cheminot
- Florence Rouas, avocate
- Emmanuel de Villiers, ancien directeur du Grand Parc du Puy du Fou et du Parc du Futuroscope, et membre de la Famille Le Jolis de Villiers (frère de Philippe de Villiers)

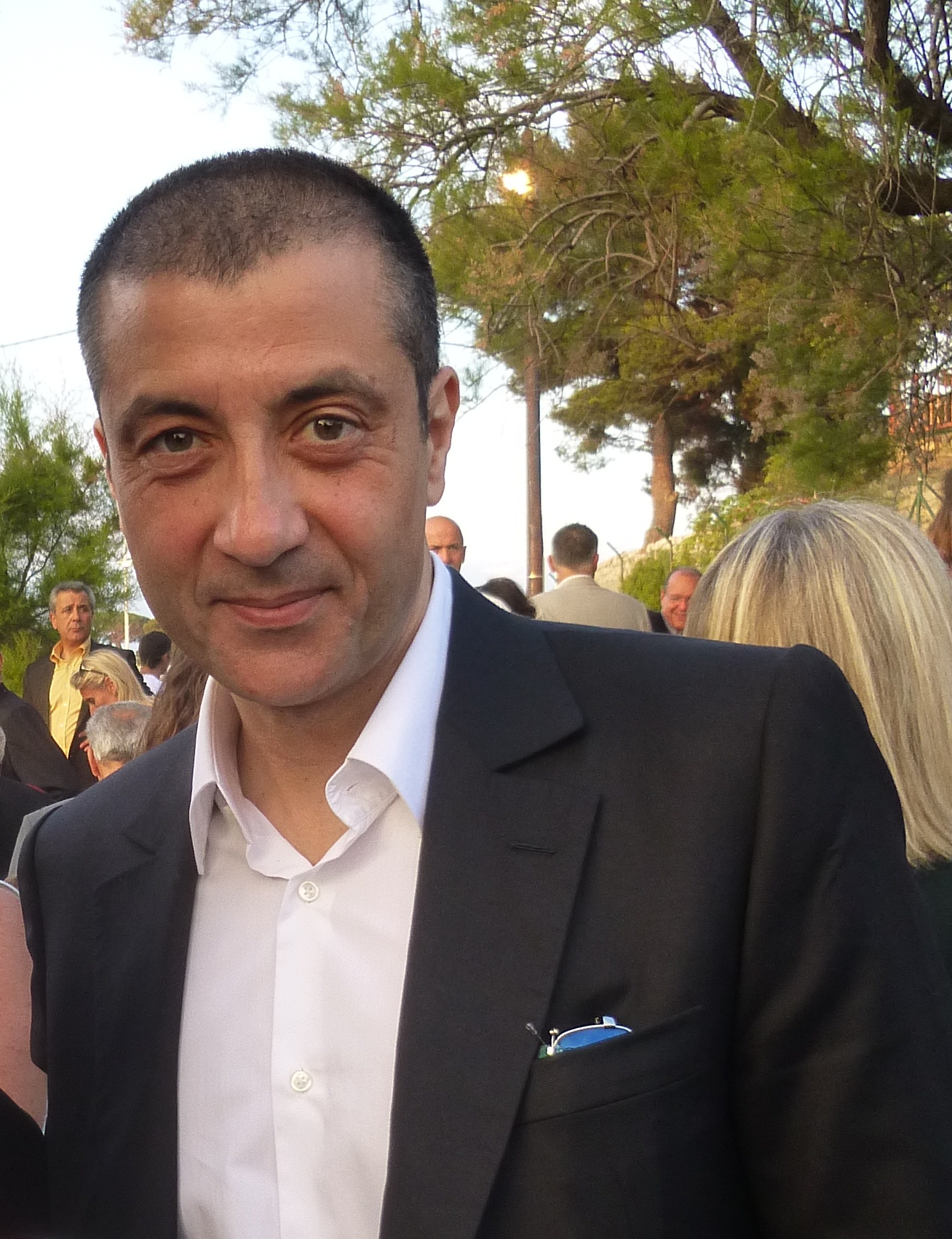
Mourad Boudjellal
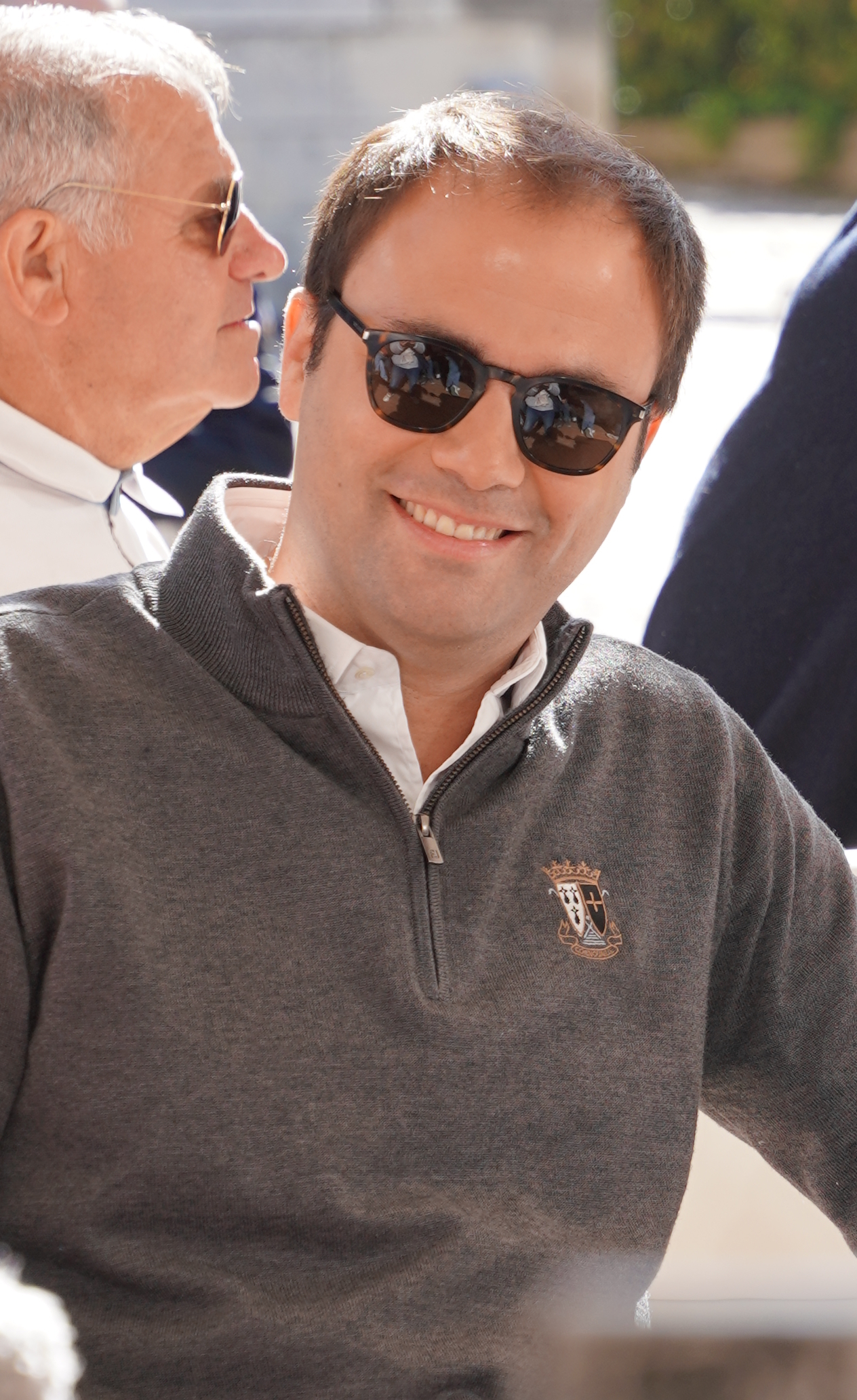
Charles Consigny
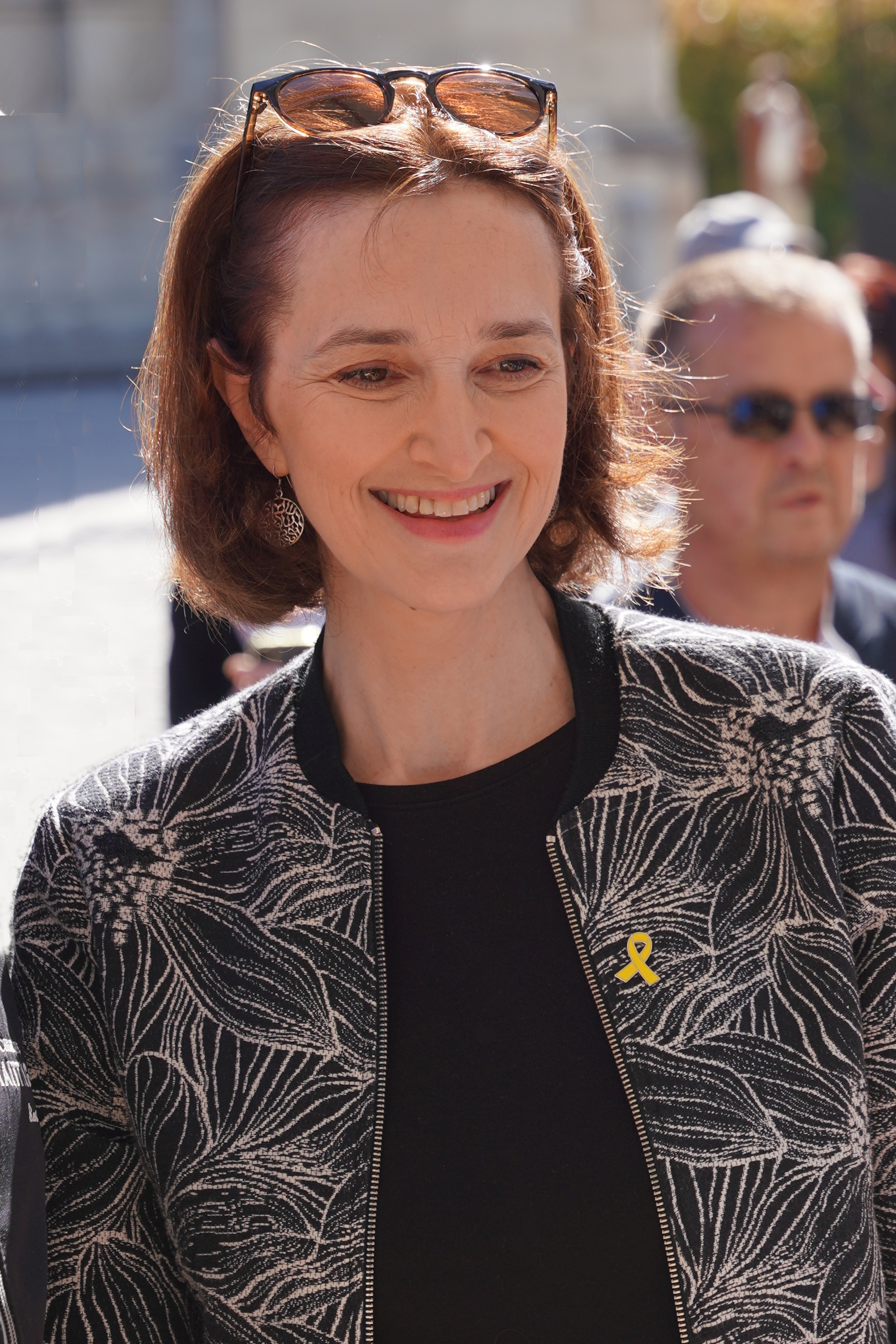
Barbara Lefebvre
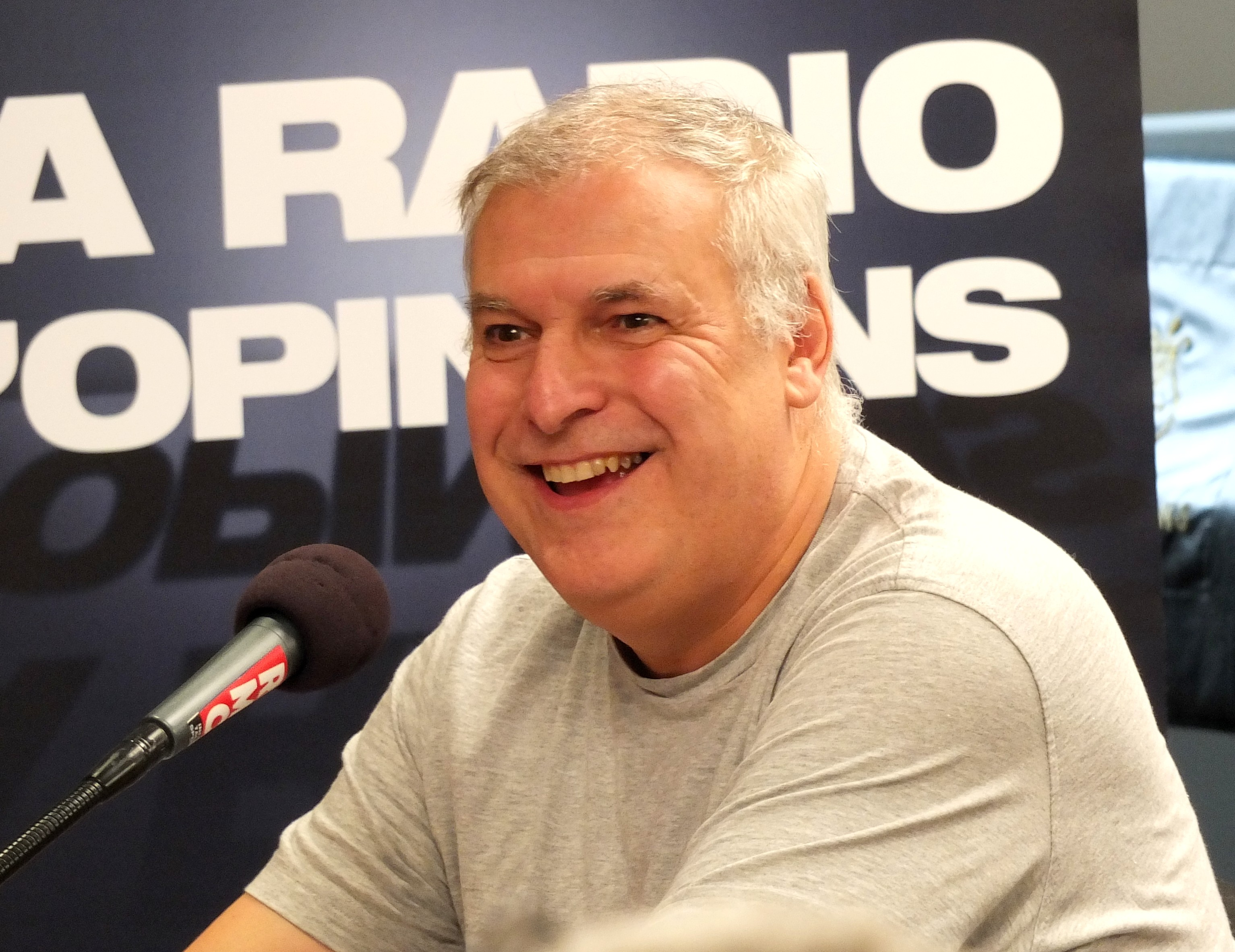
Étienne Liebig
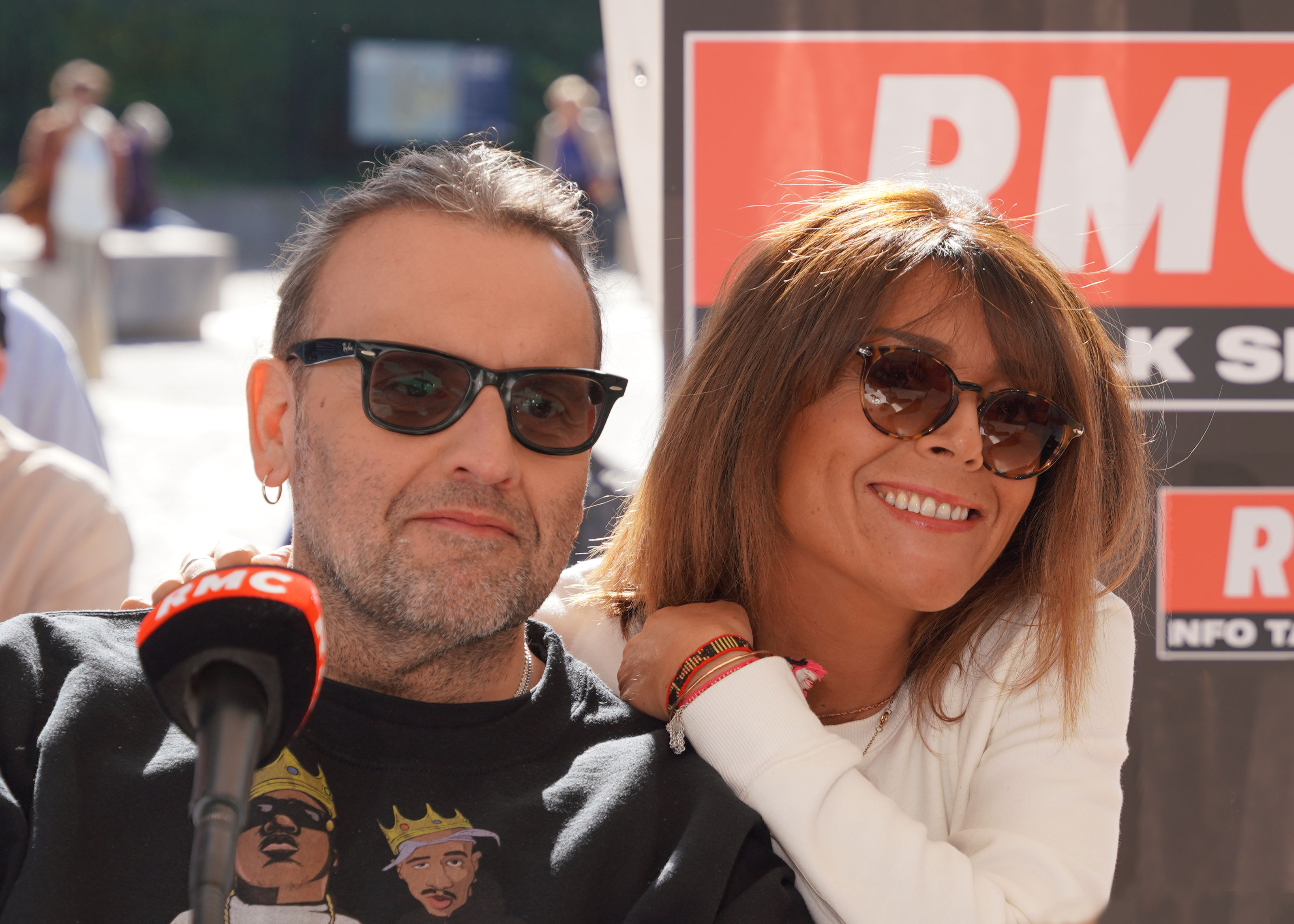
Bruno Poncet

#### Anciens chroniqueurs
- Calixthe Beyala, écrivaine, romancière
- Kaouther Ben Mohamed, présidente de l'association Marseille en colère
- Kévin Bossuet, professeur d'histoire-géographie en Seine-Saint-Denis
- Louis Boyard, syndicaliste lycéen, militant étudiant, homme politique (élu député ultérieurement)
- Benjamin Cauchy, cadre commercial, homme politique, gilet jaune auto-entrepreneur (devenu porte-parole de Debout la France puis de Reconquête)
- Gilbert Collard, avocat, écrivain, homme politique (élu député ultérieurement)
- André Daguin, chef cuisinier
- Bernard Debré, urologue, homme politique (devenu député et ministre ultérieurement)
- Françoise Degois, journaliste de radio, conseillère en communication politique
- Édouard Detrez, entrepreneur
- David Dickens, responsable communication et marketing du Cirque Phénix
- Jean-Baptiste Djebbari, homme politique, ancien député, ancien ministre des Transports
- Serge Dufoulon, professeur de sociologie
- Mourad Ghazli, homme politique, syndicaliste, entrepreneur et judoka
- Mehdi Ghezzar, garagiste, entrepreneur, activiste[7]
- Gilles-William Goldnadel, avocat, essayiste, militant associatif, président d'Avocats sans frontières et de l'Association France-Israël
- Patrice Gourrier, prêtre catholique, psychologue clinicien, éditeur, écrivain
- Sylvain Grandserre, enseignant en Normandie
- Frédéric Hermel, journaliste sportif
- Stella Kamnga, cheffe de projet, auteure
- Anasse Kazib, cheminot, syndicaliste, militant trotskiste
- Gaston Kelman, écrivain
- Jean-Claude Larue, homme d'affaires, directeur de sociétés
- Maxime Lledo, étudiant en histoire à Angers (Maine-et-Loire)
- Jacques Maillot, homme d'affaires, fondateur et ancien président de Nouvelles Frontières (1967-2001)
- Sophie de Menthon, femme d'affaires, cheffe d'entreprise, présidente du mouvement patronal ETHIC
- Jimmy Mohamed, médecin
- Wallerand Moullé-Berteaux, homme d'affaires, directeur de publication
- Jean-Pierre Nadir, homme d'affaires
- Claire O'Petit, commerçante (élue députée ultérieurement)
- Majid Oukacha, blogueur
- Pascal Perri, journaliste, chef d'entreprise, économiste et géographe
- Caroline Pilastre, militante associative sur les handicaps
- Thomas Porcher, professeur d'économie, économiste, essayiste, karatéka
- Gilles Raveaud, professeur d'économie
- Daniel Rémy, expert en sécurité
- Daniel Riolo, journaliste sportif, blogueur
- Dick Rivers, chanteur
- Anna Salabi, avocate
- Sarah Saldmann, avocate à Paris, auteure
- Isabelle Saporta, journaliste d'investigation, éditrice
- Willy Schraen, homme politique, président de la Fédération nationale des chasseurs, conseiller municipal de Bayenghem-lès-Éperlecques (Pas-de-Calais)
- Alain Soral, essayiste, comédien, réalisateur, chef d'entreprise, militant politique passé de l'extrême-gauche à l'extrême-droite
- Marie-Anne Soubré, avocate à Cergy-Pontoise (Val-d'Oise)
- Franck Tanguy, conseiller financier
- Franck Tapiro, publicitaire, homme politique
- Philippe Vénère, commissaire de police
- Karim Zéribi, militant syndical et associatif, représentant politique

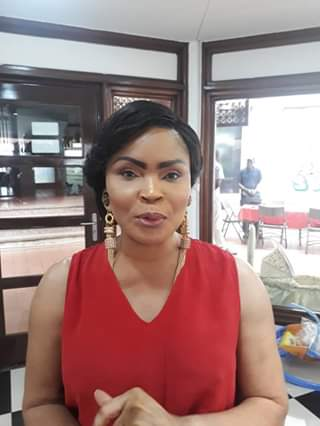
Calixthe Beyala
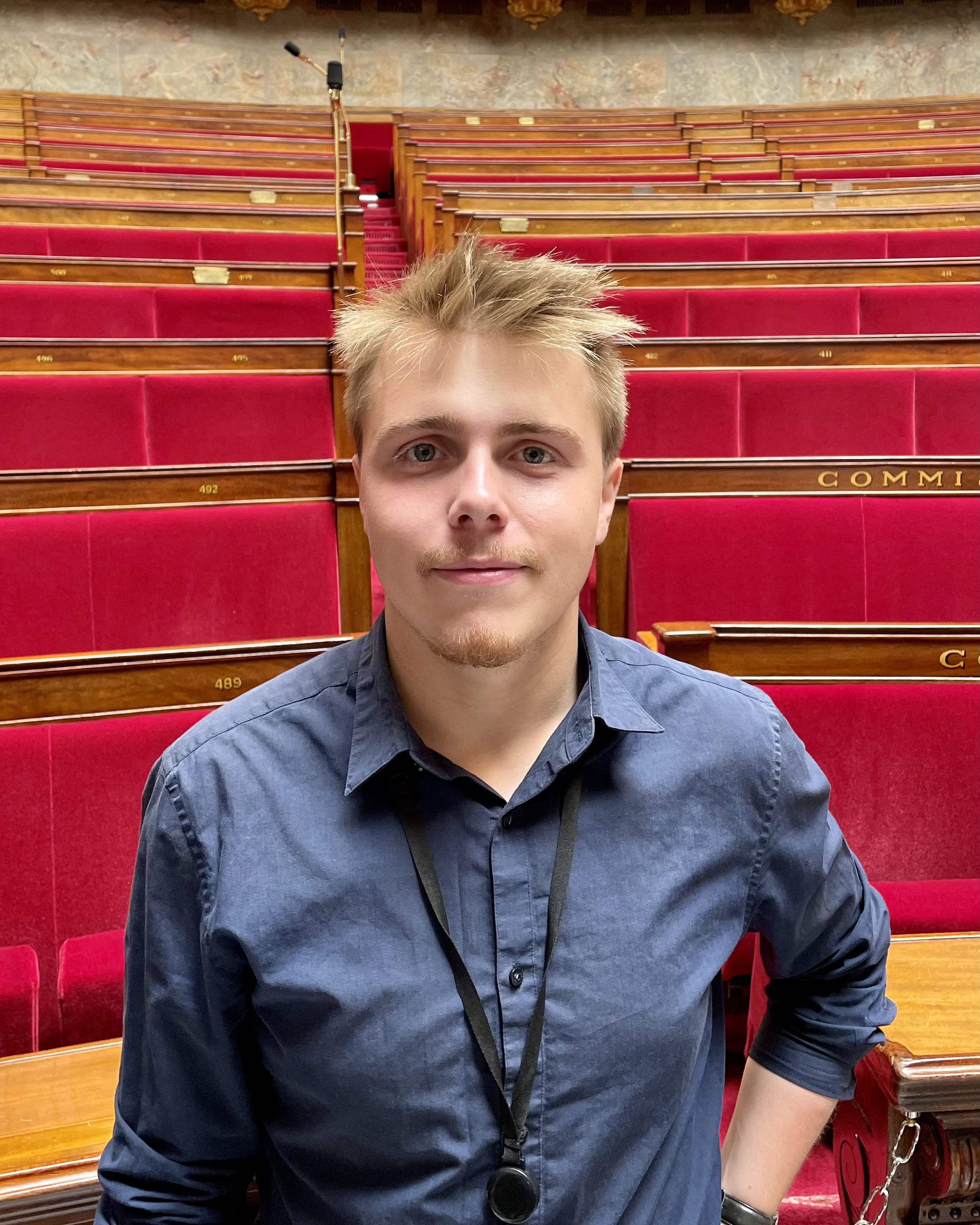
Louis Boyard
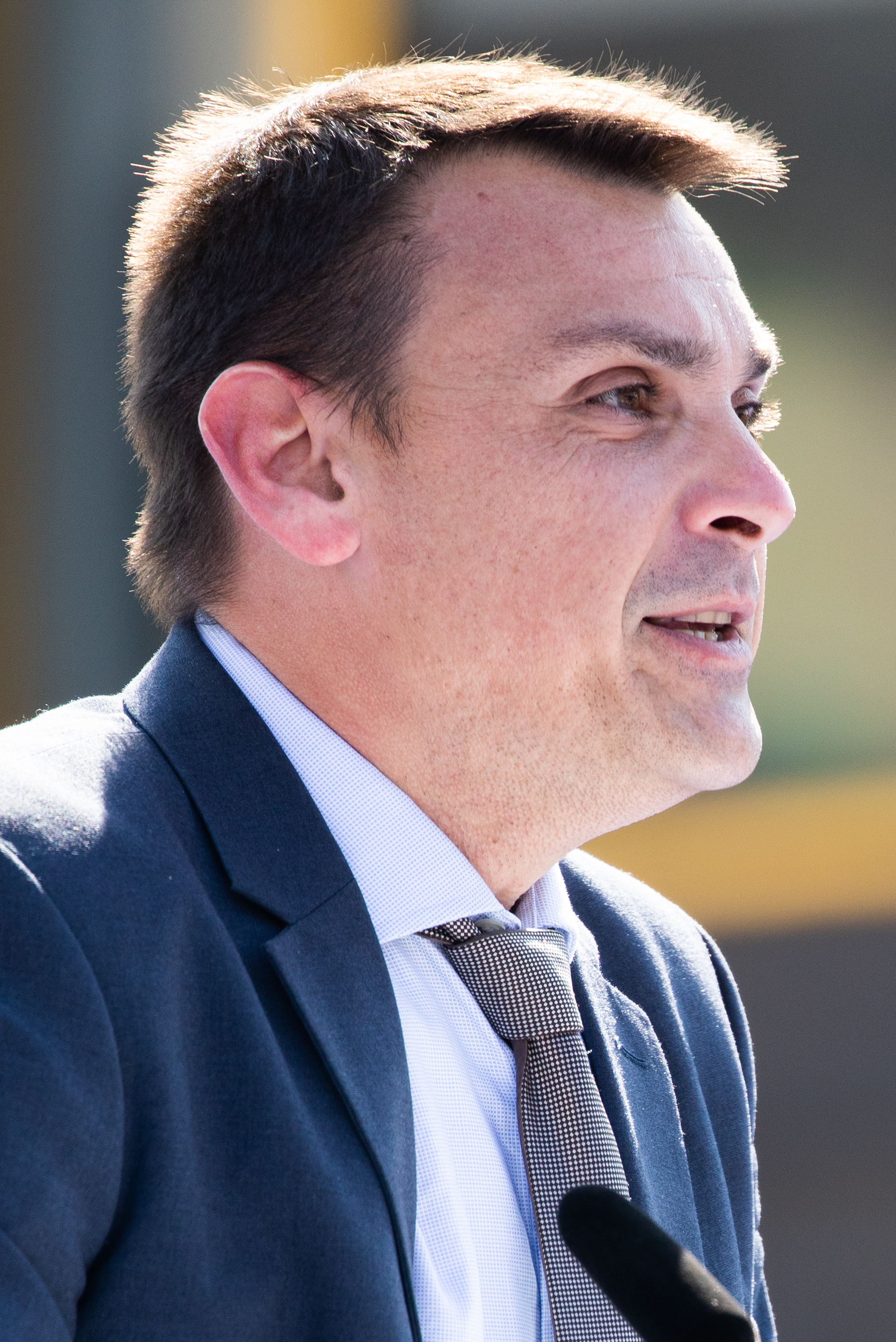
Benjamin Cauchy
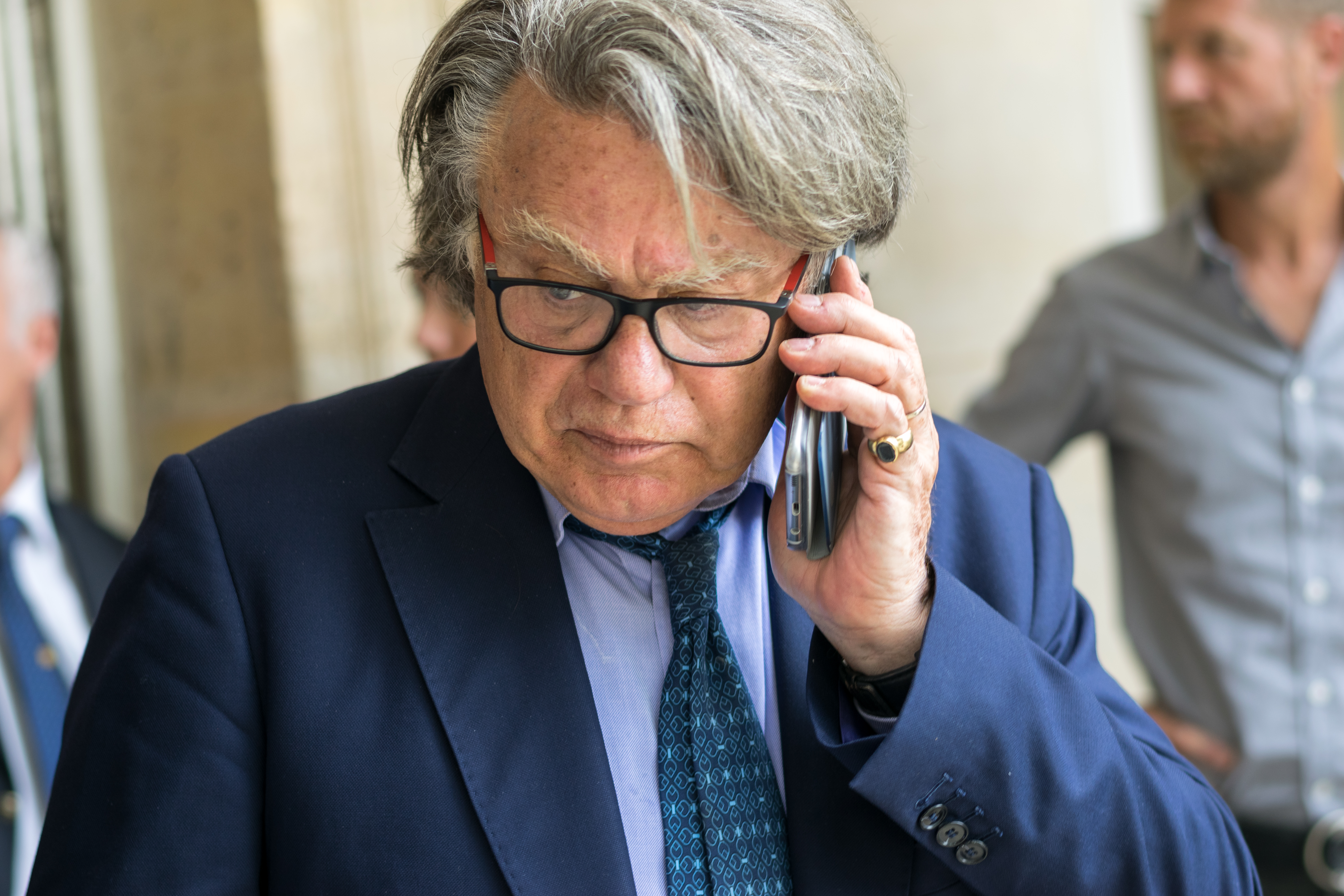
Gilbert Collard
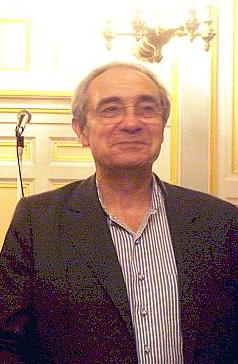
Bernard Debré
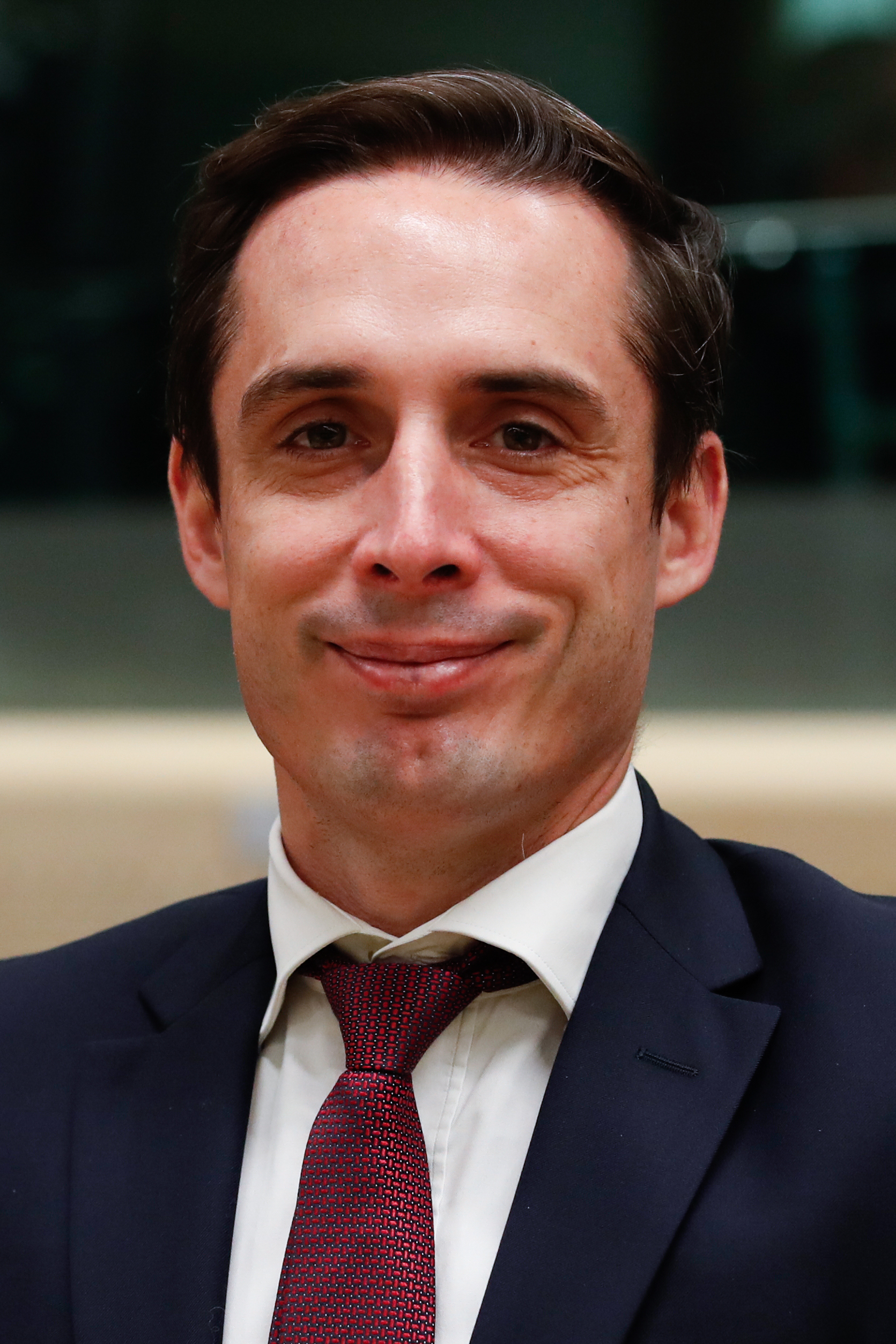
Jean-Baptiste Djebbari
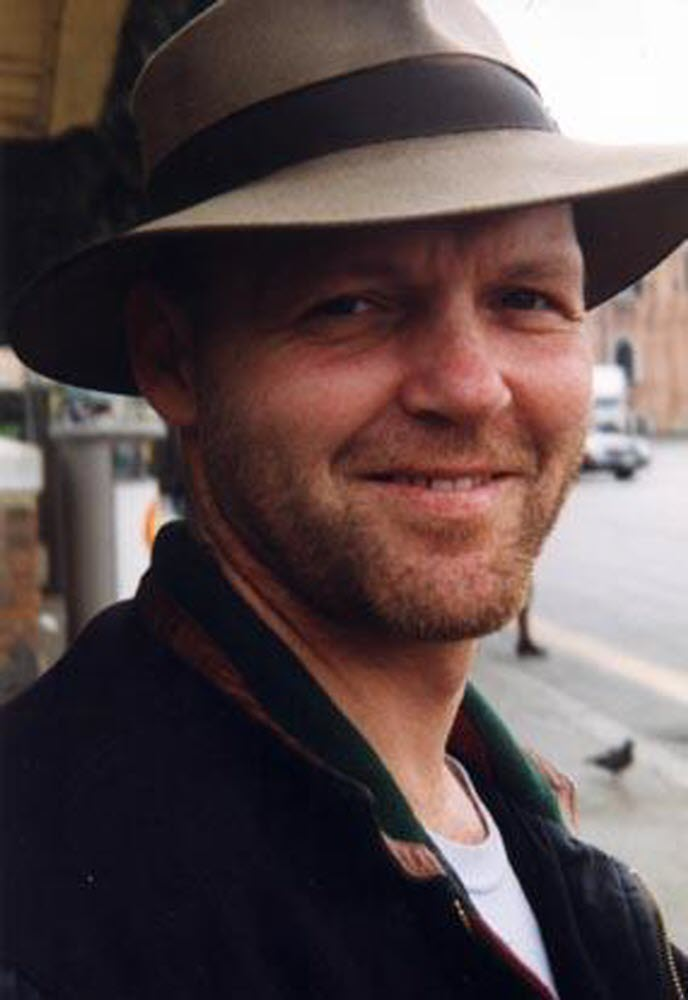
Serge Dufoulon
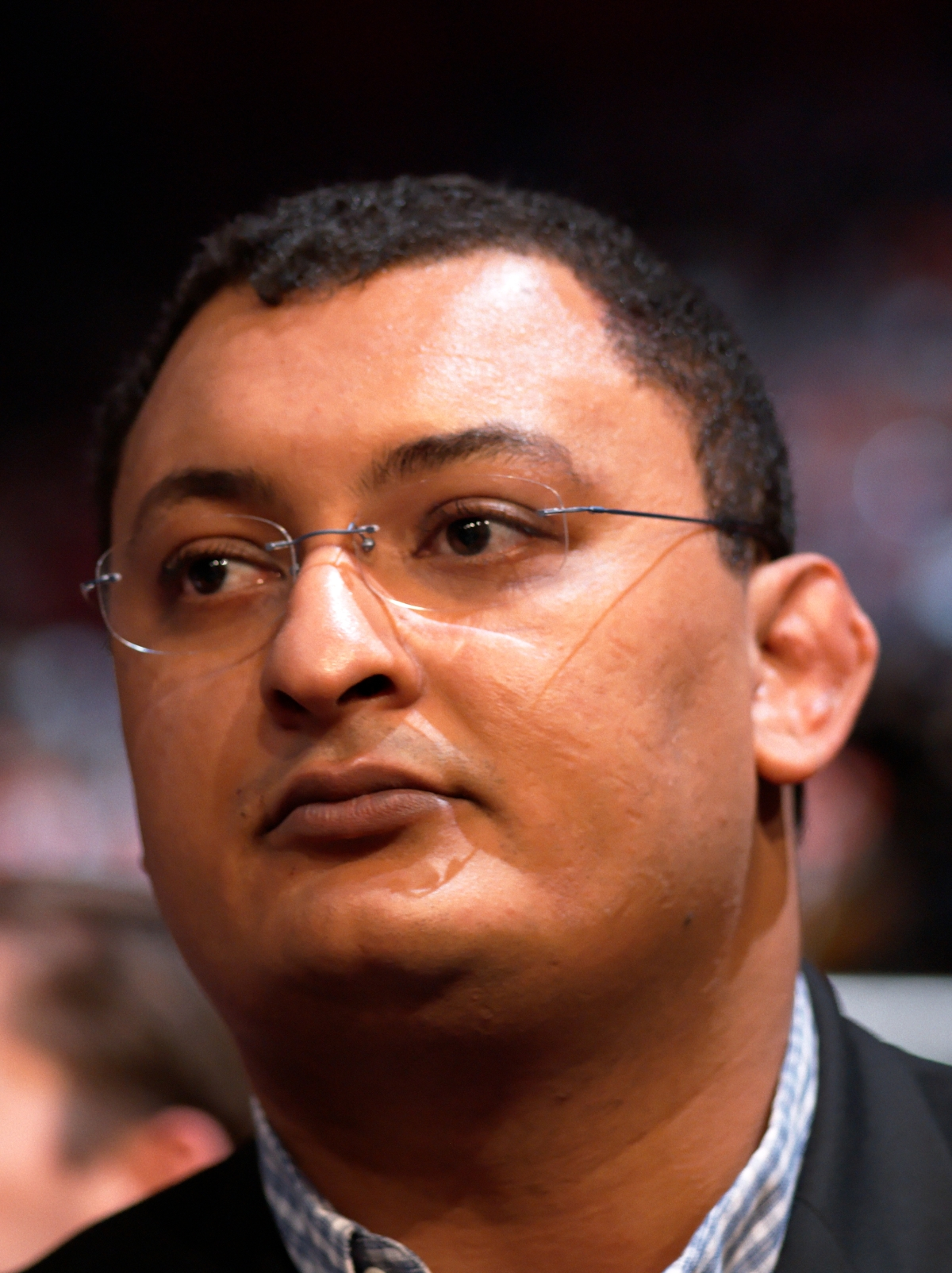
Mourad Ghazli
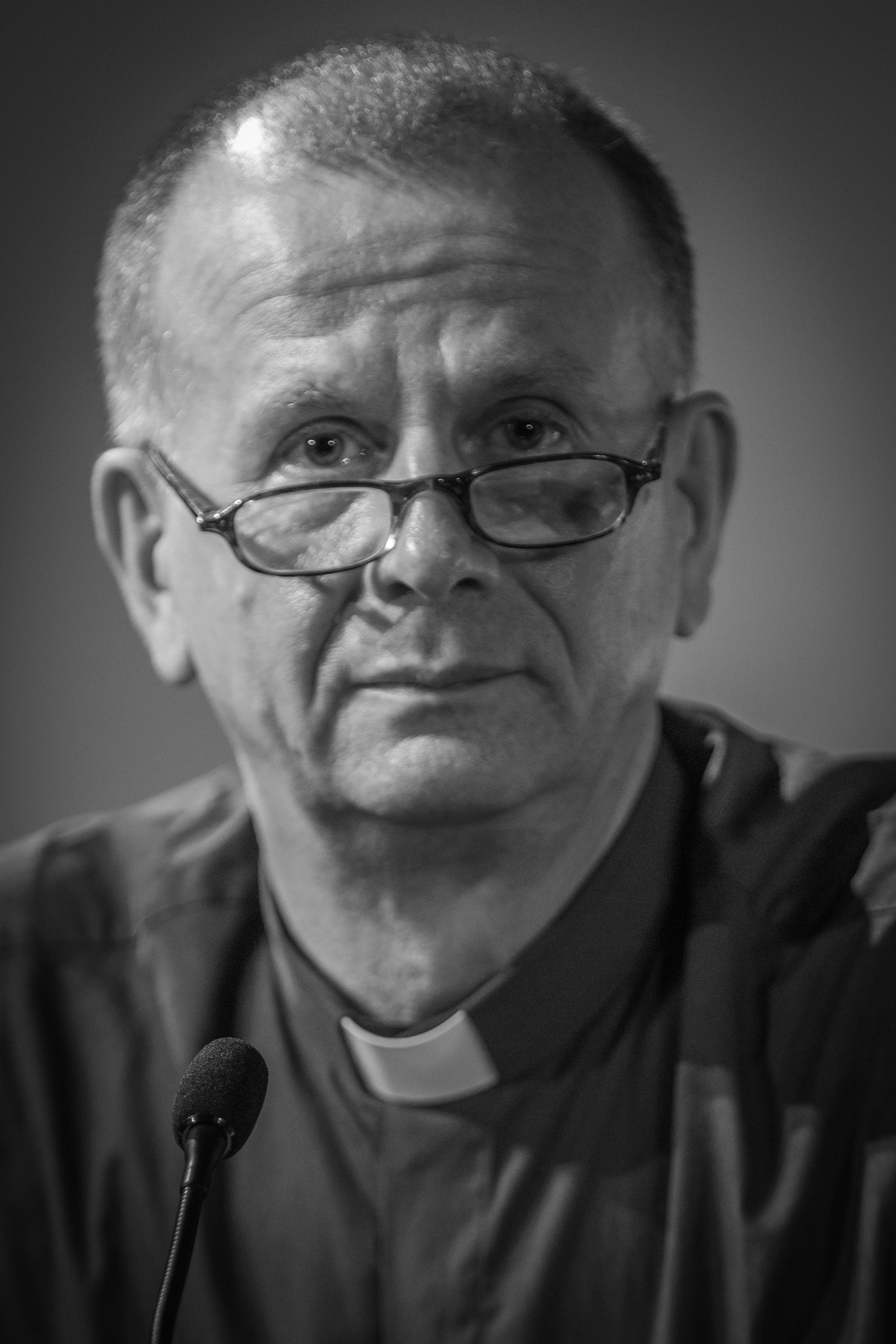
Patrice Gourrier
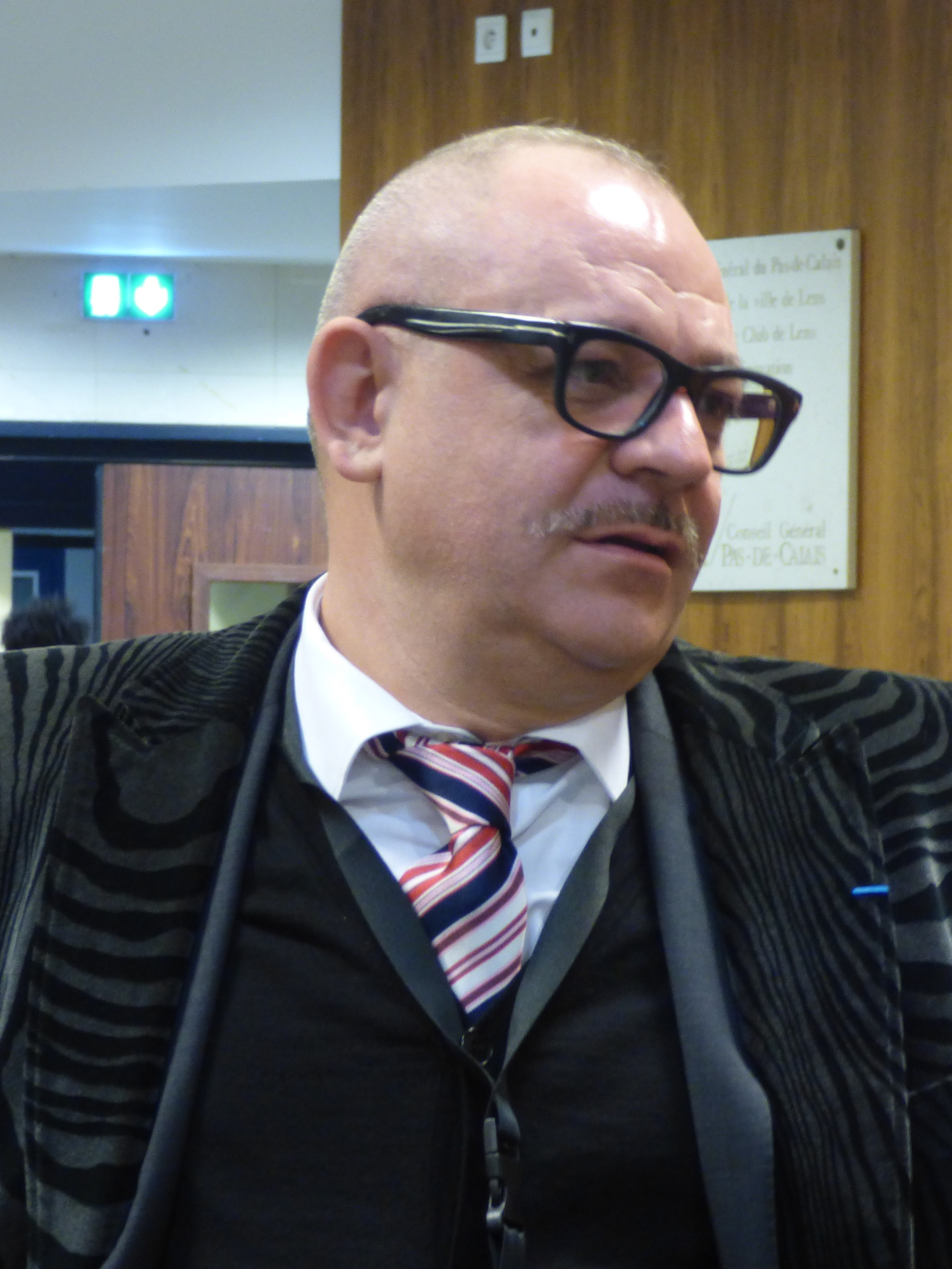
Frédéric Hermel
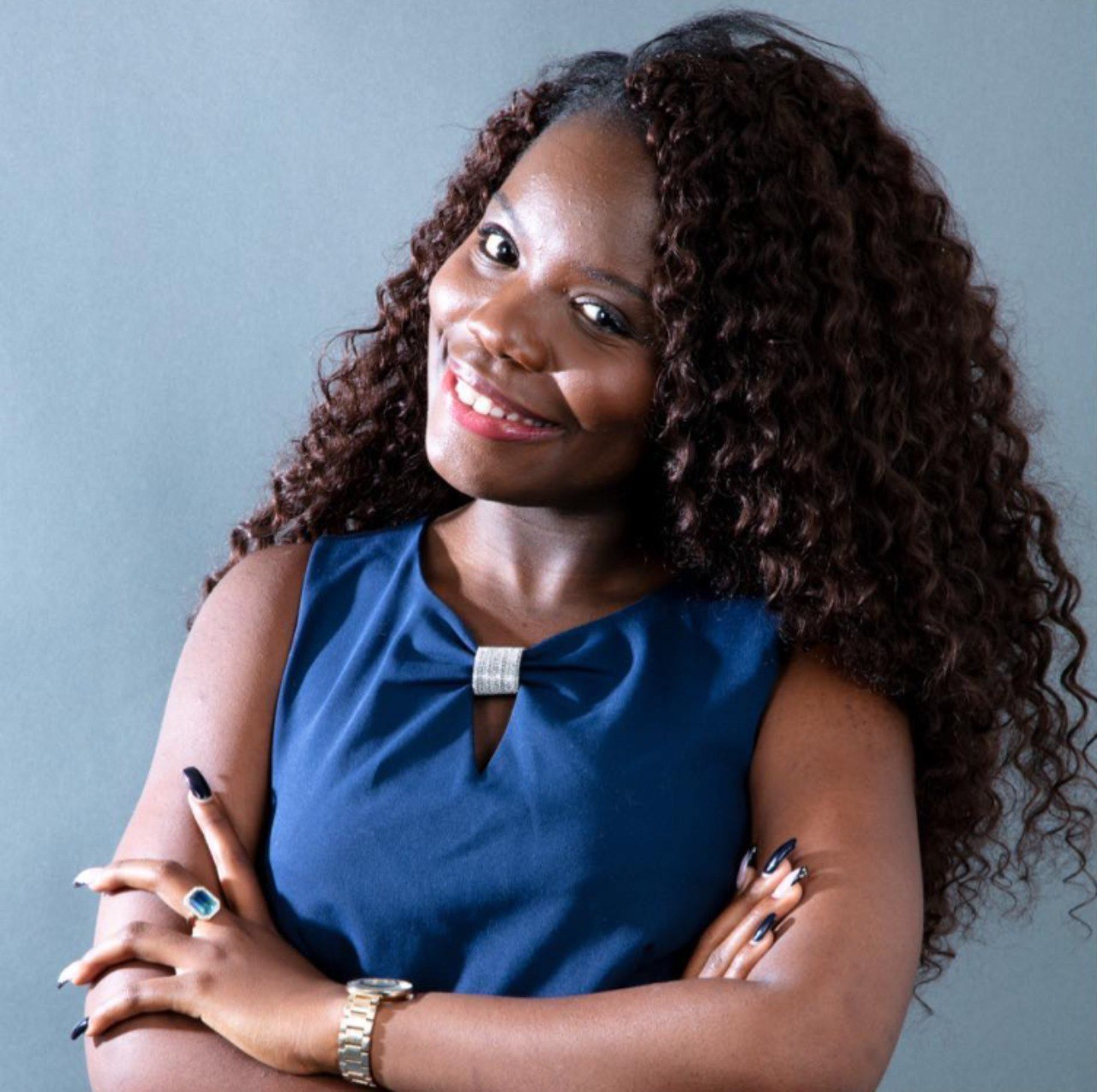
Stella Kamnga
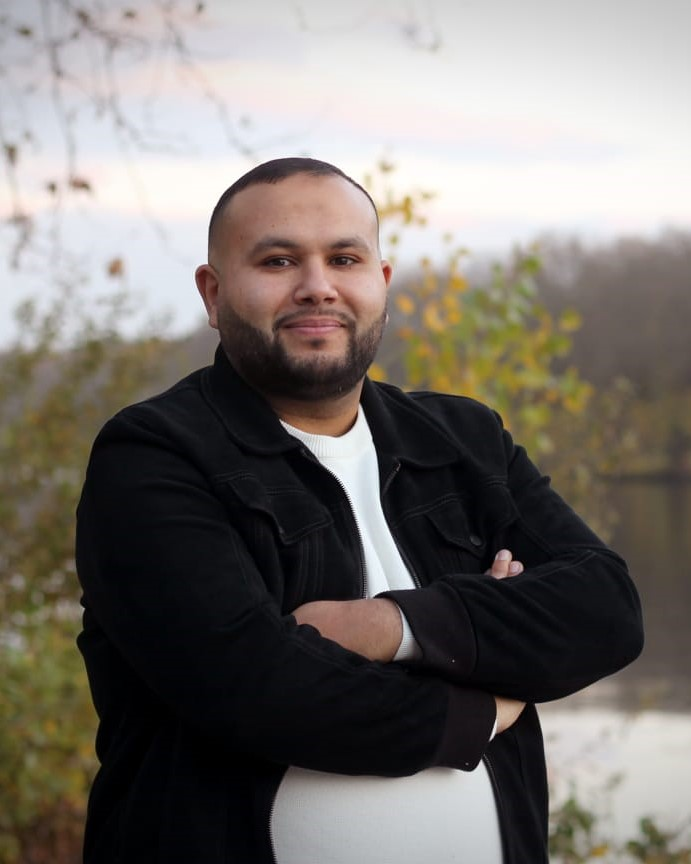
Anasse Kazib
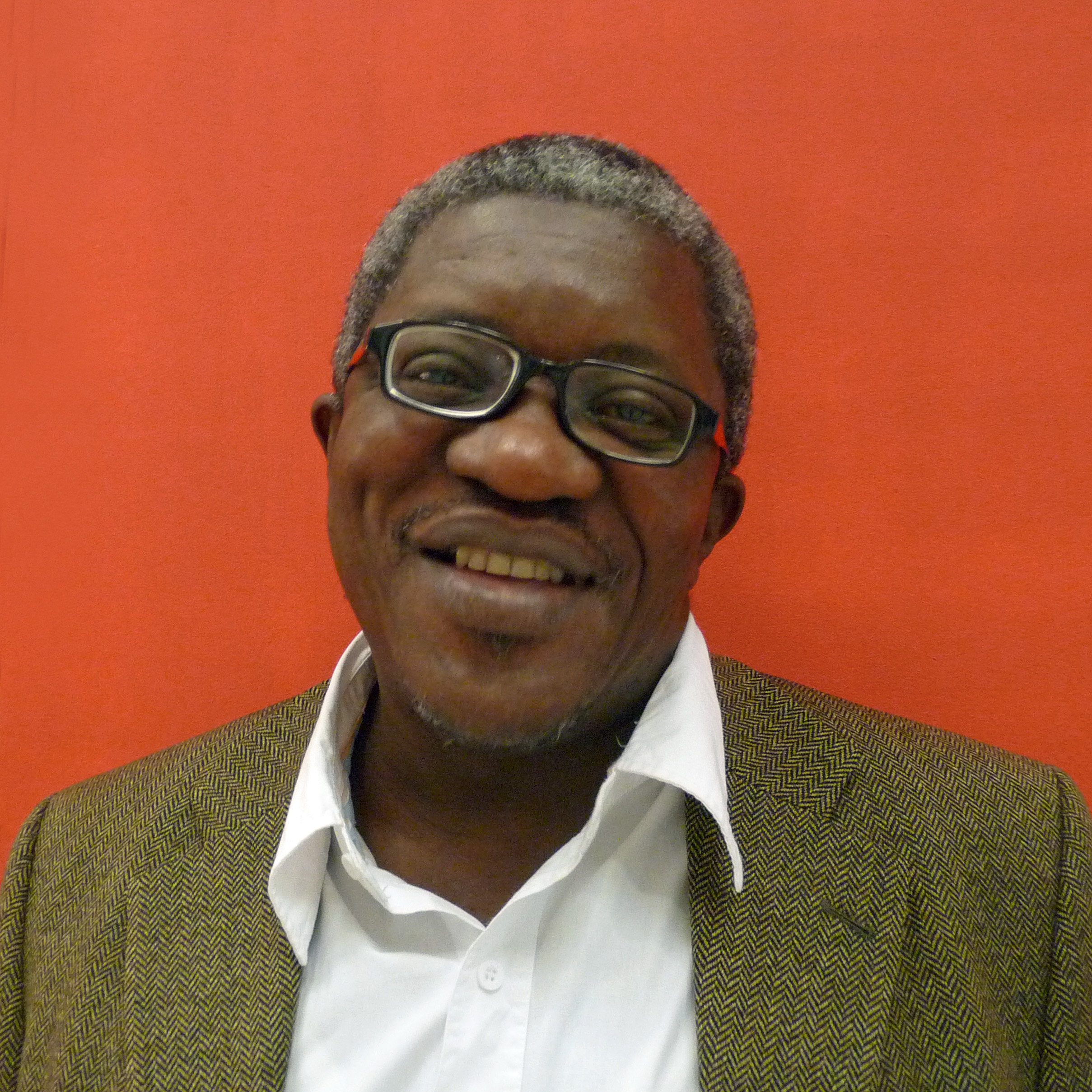
Gaston Kelman
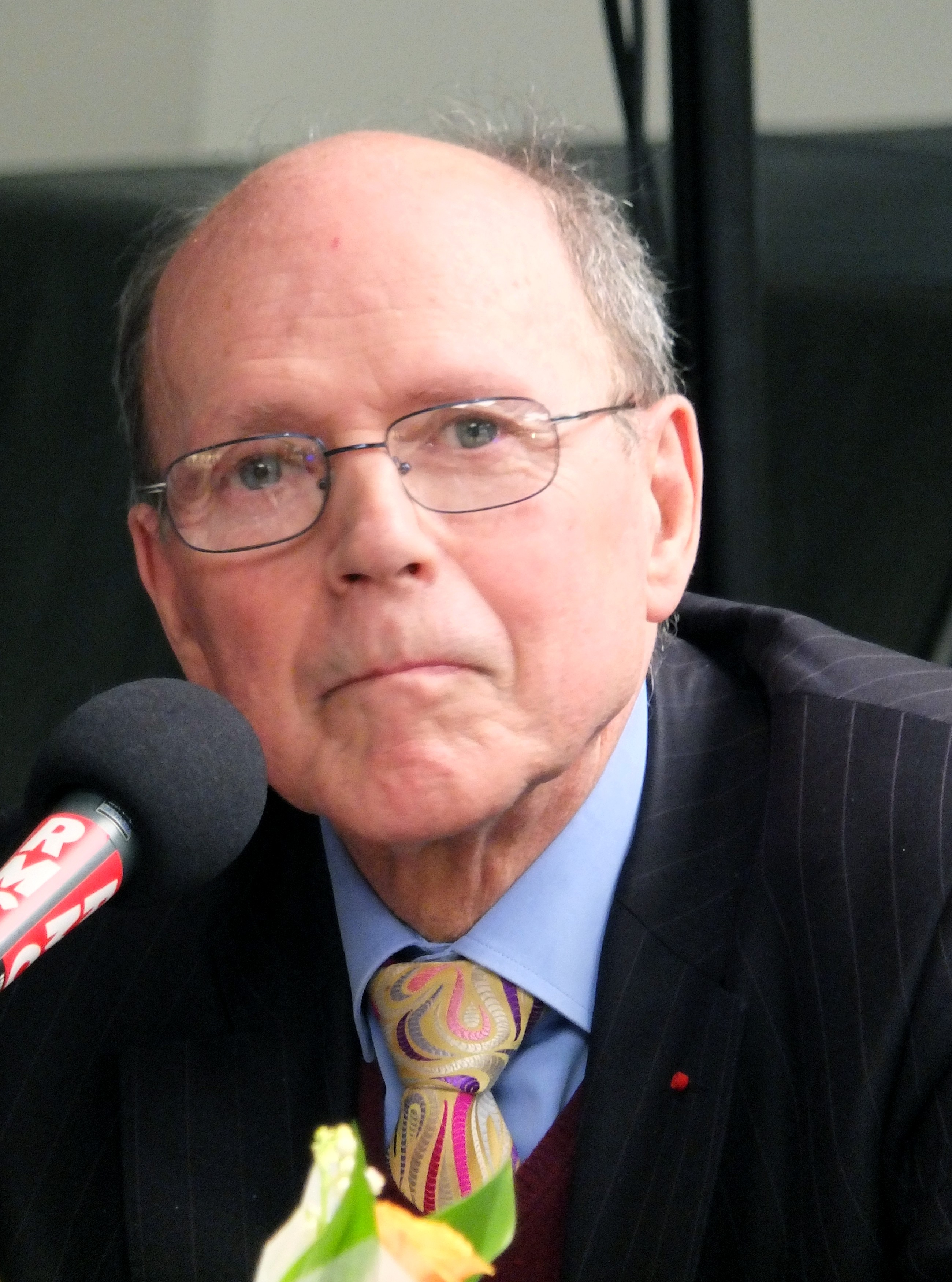
Jacques Maillot
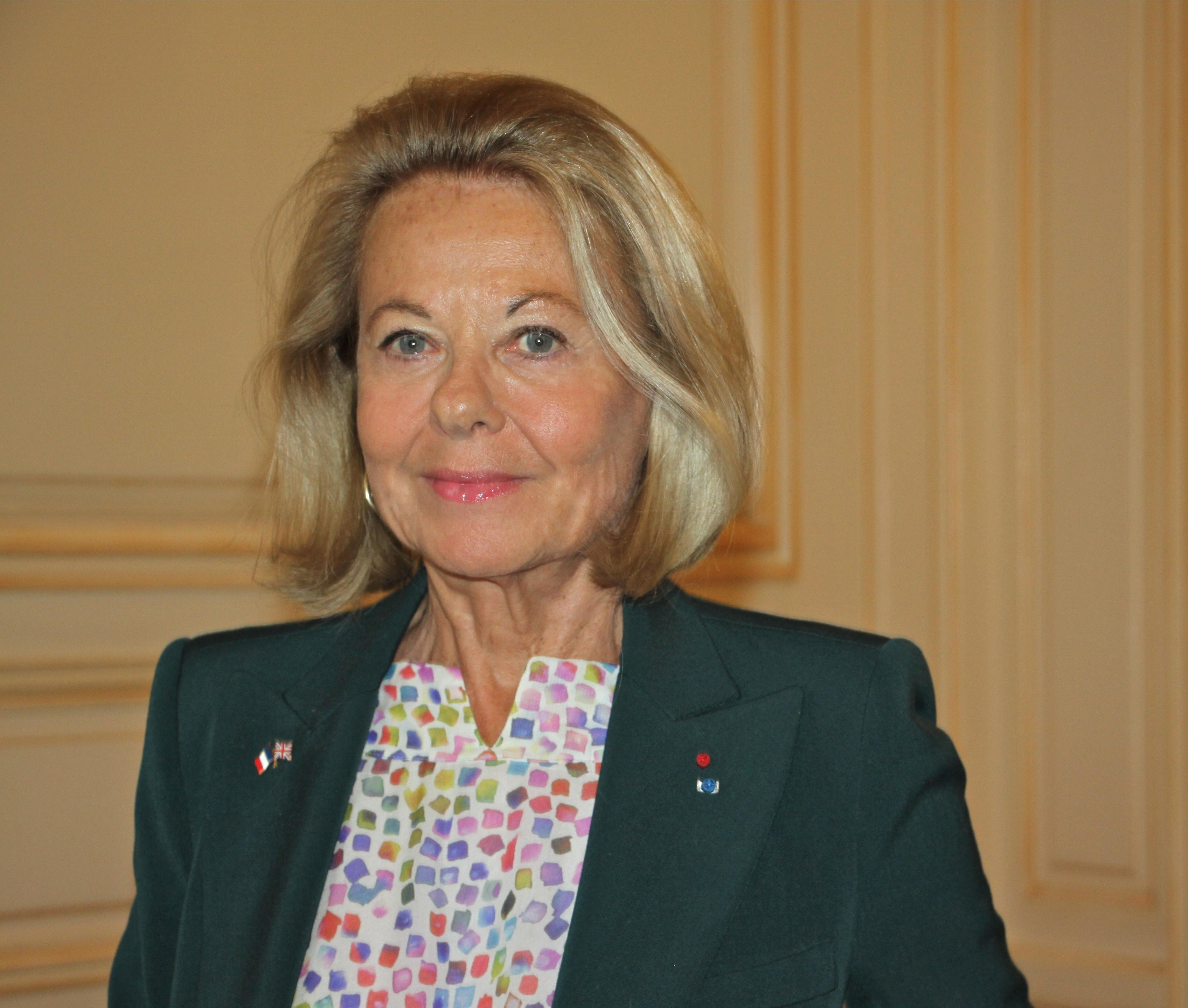
Sophie de Menthon
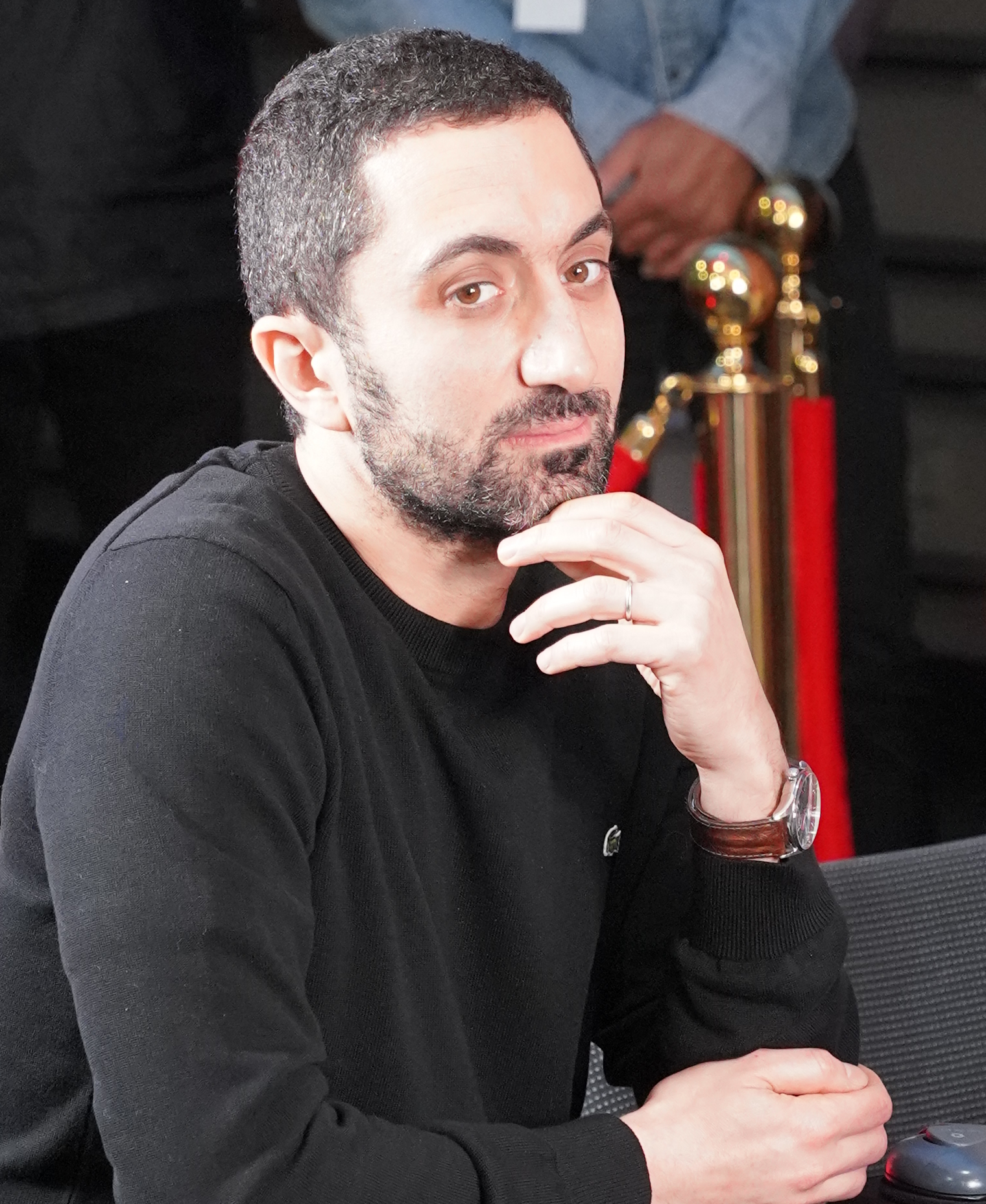
Jimmy Mohamed
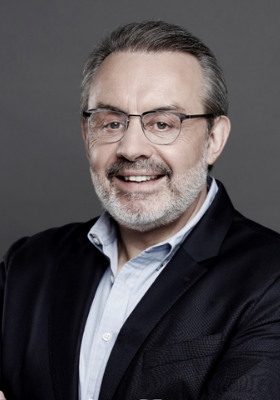
Jean-Pierre Nadir
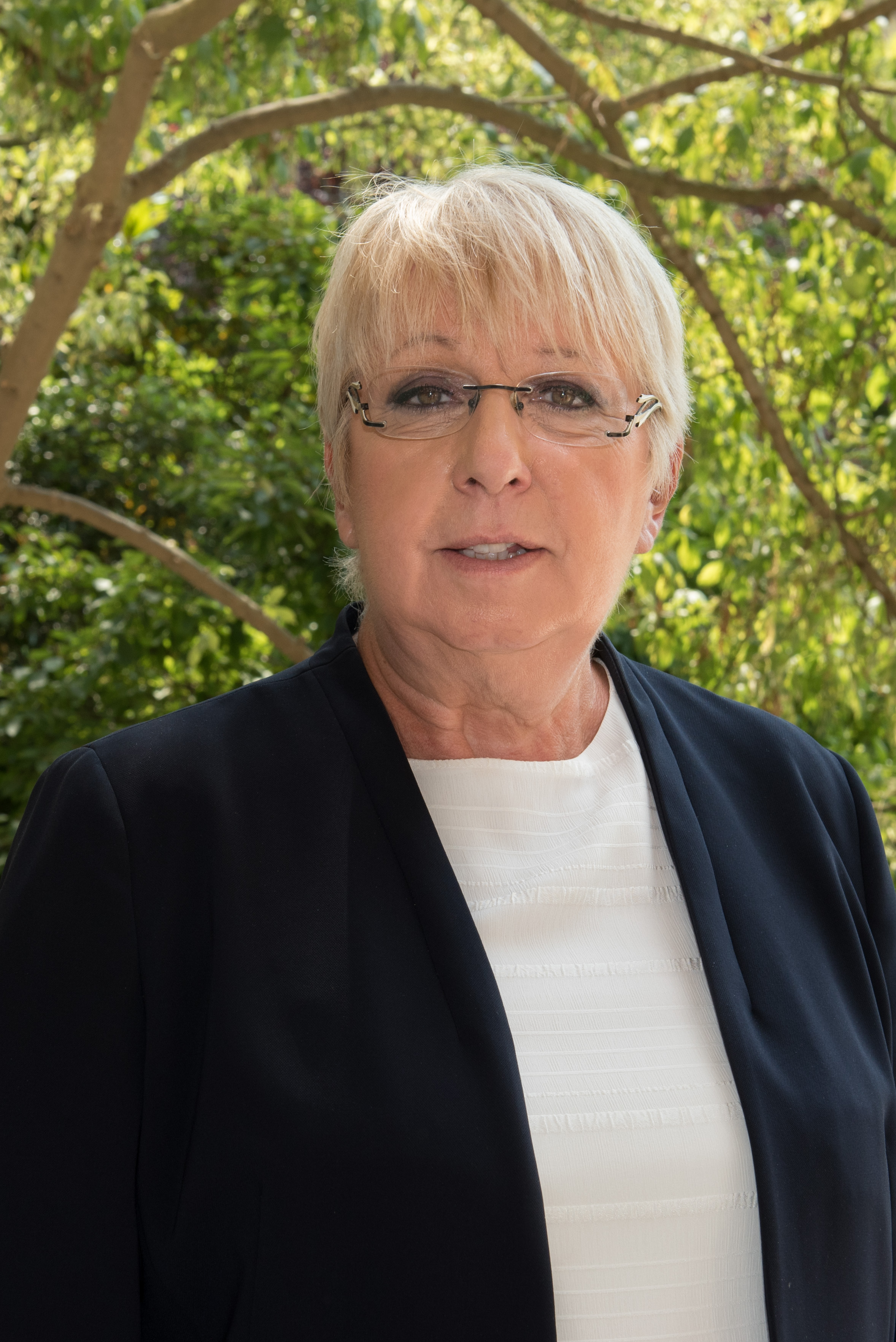
Claire O'Petit
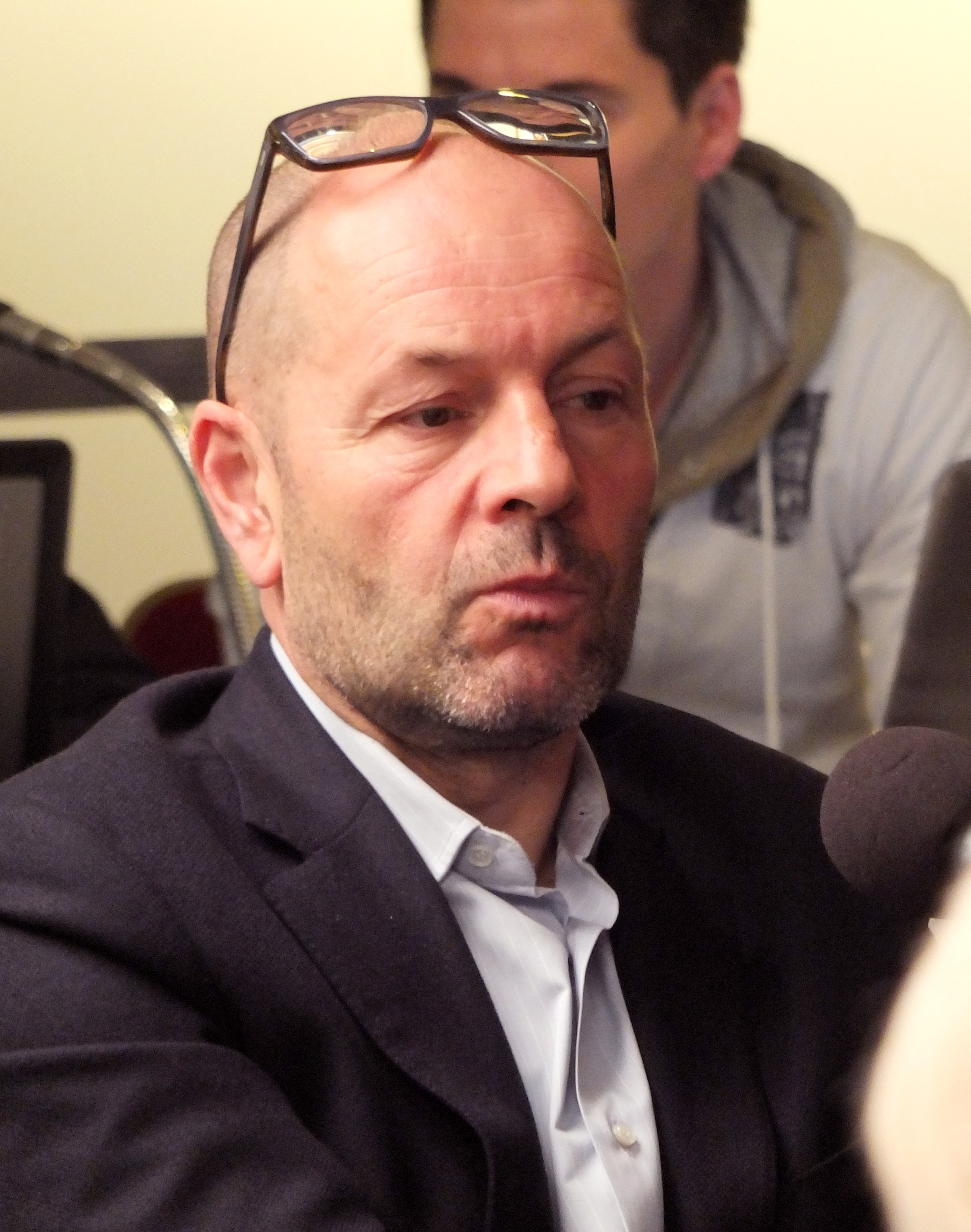
Pascal Perri
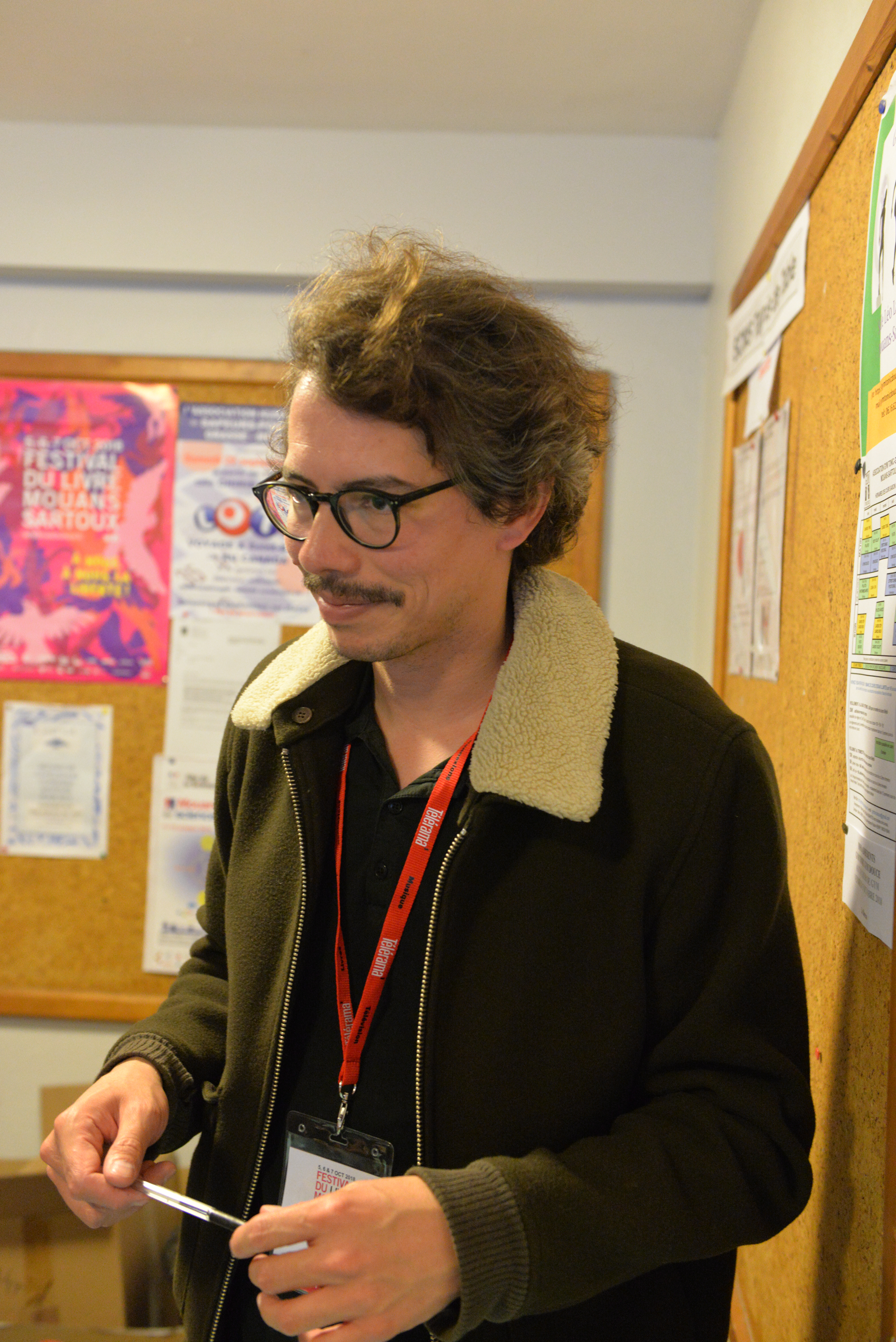
Thomas Porcher
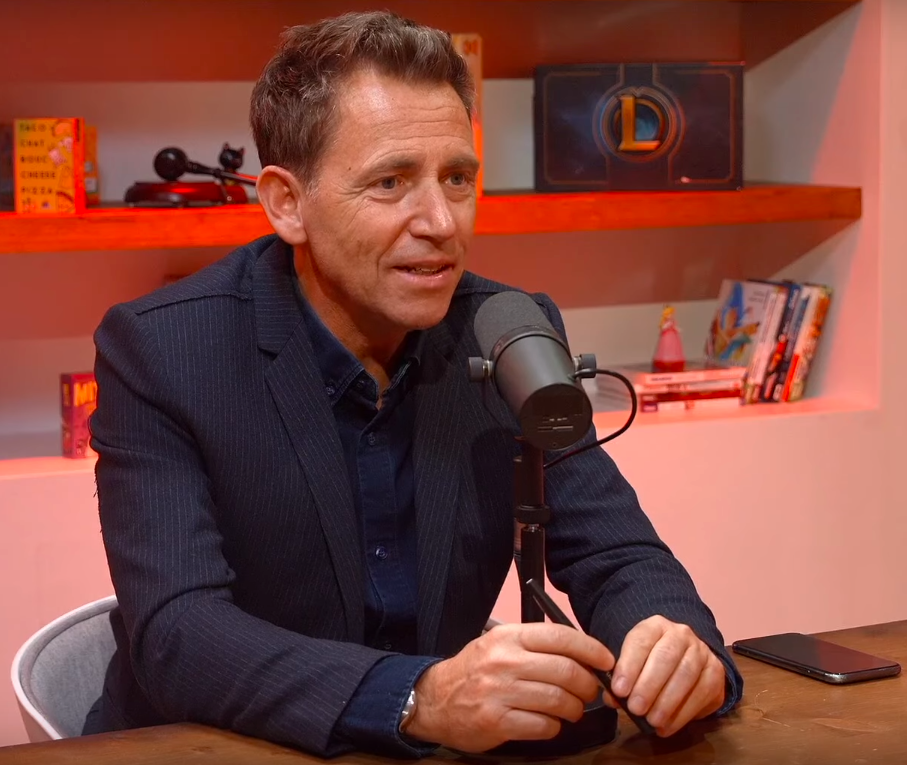
Daniel Riolo
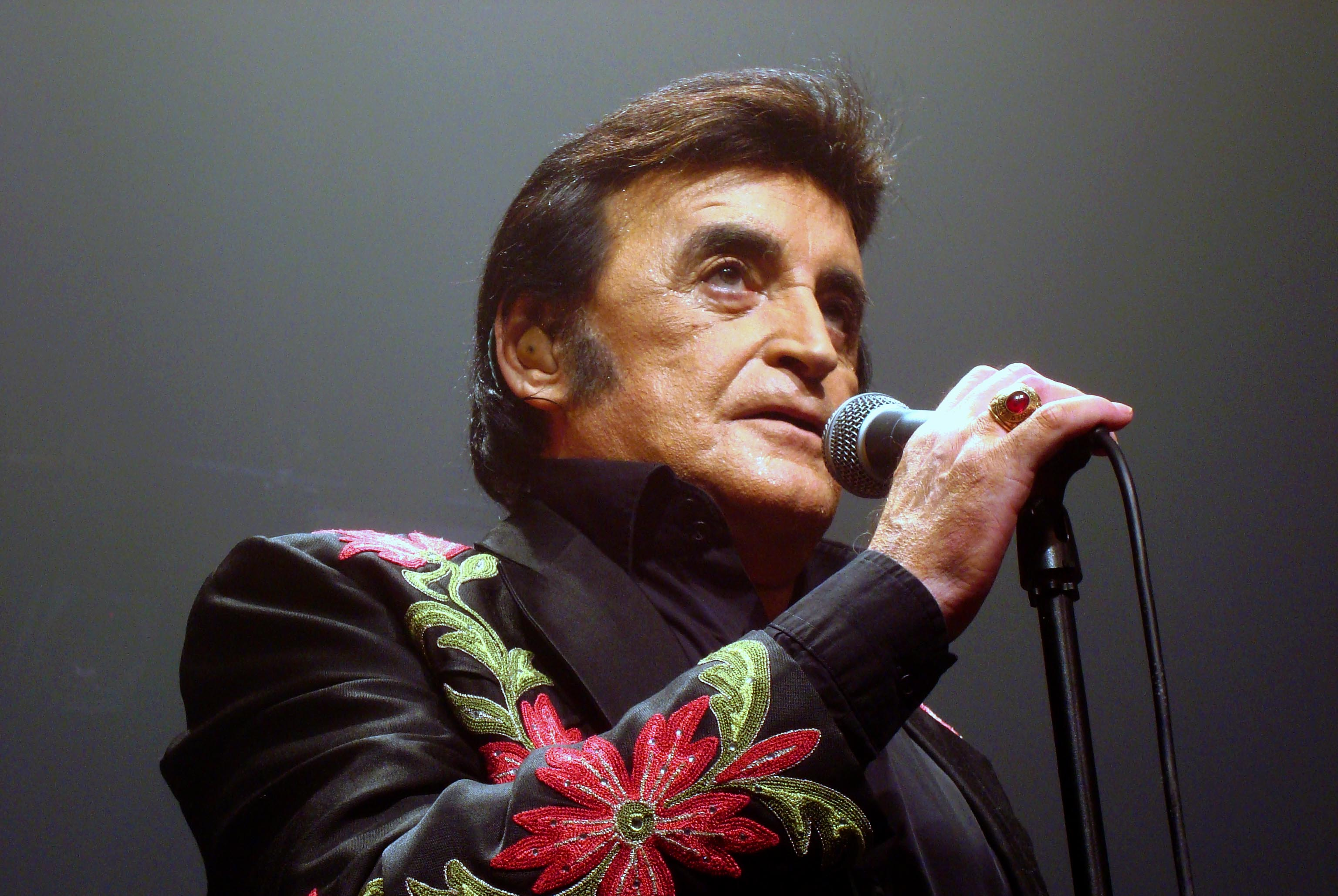
Dick Rivers
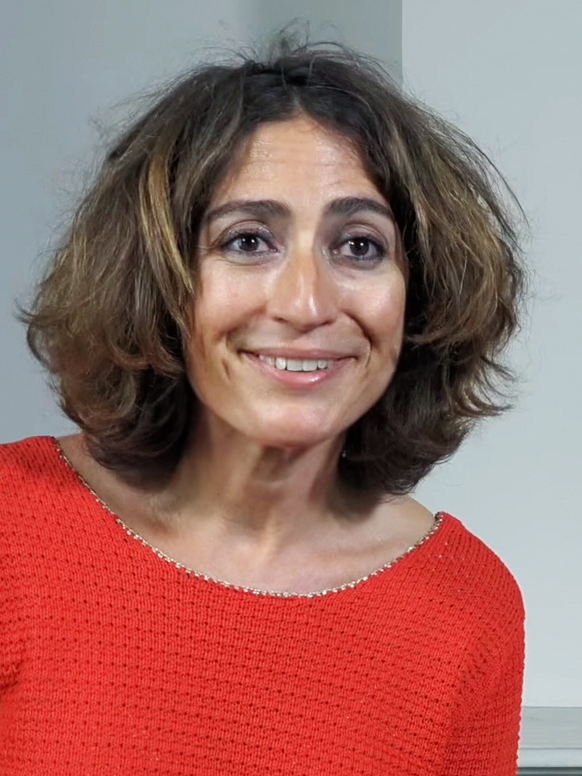
Isabelle Saporta
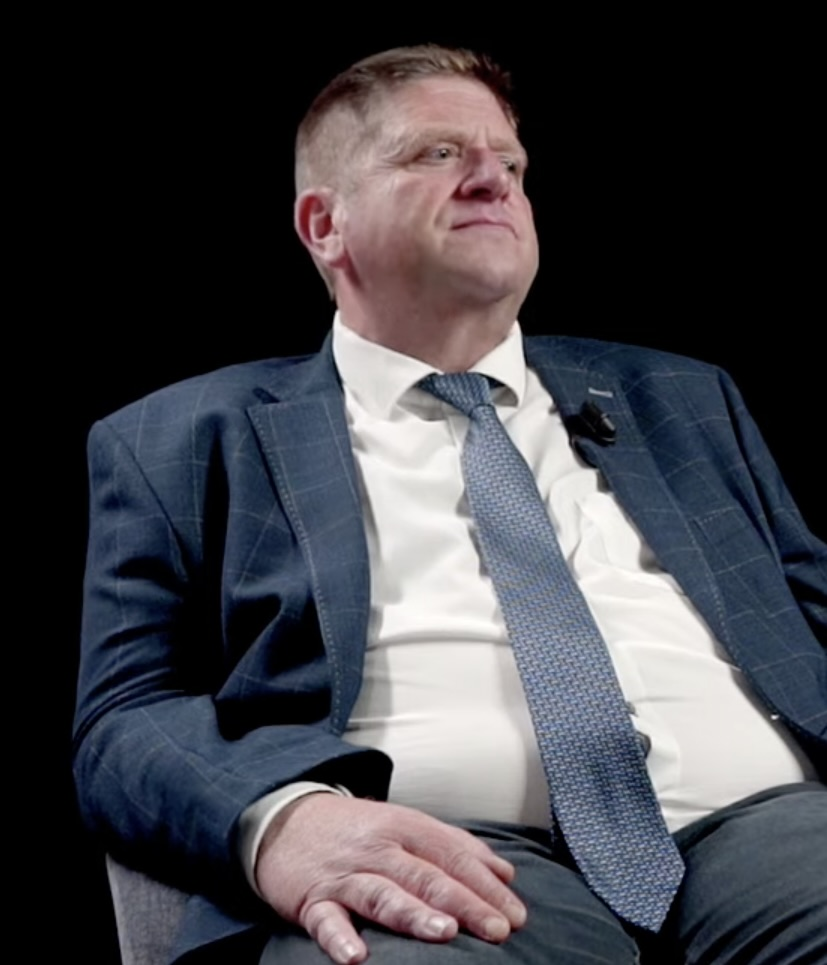
Willy Schraen
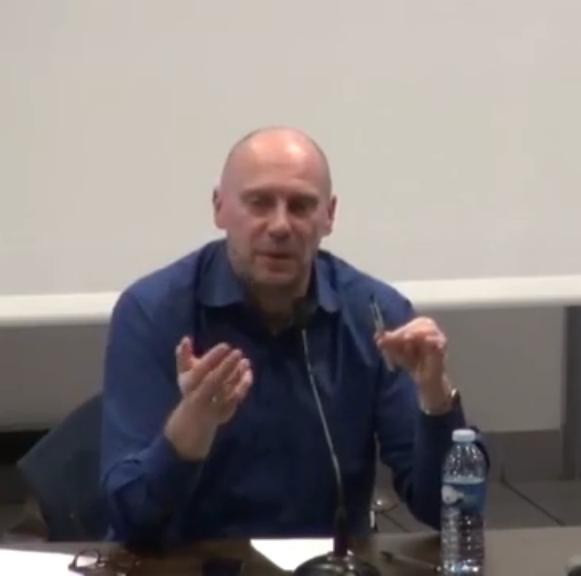
Alain Soral
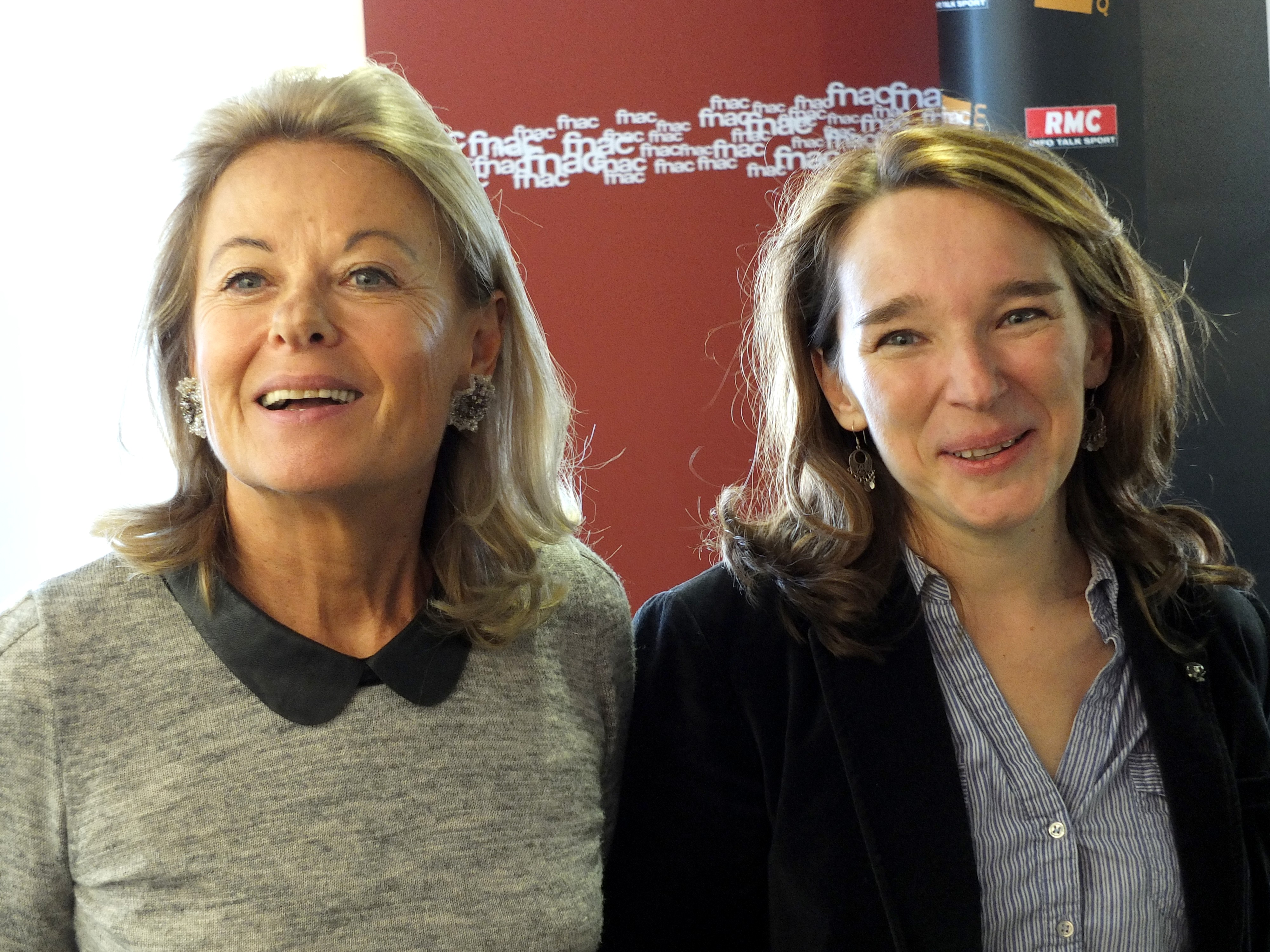
Marie-Anne Soubré (à droite, avec Sophie de Menthon à gauche)

## Adaptation télévisuelle
Depuis le 5 septembre 2016, Les Grandes Gueules sont diffusées en simultanée sur la chaîne RMC Story, du lundi au vendredi, de 9 heures à 12 heures.
Le mercredi 26 avril 2017, l'émission réunit 201 000 spectateurs (3 % de parts de marché).

## Controverses
L'émission est à plusieurs reprises au cœur de nombreuses polémiques, et RMC est plusieurs fois mise en demeure par le CSA au cours de son histoire, pour divers dérapages.

### Interventions du CSA
Le journaliste Mohamed Sifaoui, membre de SOS Racisme, affirme lors d'une intervention dans Les Grandes Gueules du 29 novembre 2007 que « la majorité des Asiatiques ne veulent pas s'intégrer en France ». Il a aussi dit « il y a beaucoup d'Asiatiques et je ne veux pas stigmatiser l'ensemble de la communauté parce qu'il existe une minorité qui veut s'intégrer et qui a réussi à s'intégrer, cela étant dit, la majorité des Asiatiques que j'ai fréquenté n'a absolument rien à foutre de la communauté nationale », « Dans beaucoup de commerces asiatiques il y a du blanchiment d'argent » et « Quand vous avez un esprit communautariste vous êtes happés par cet esprit même vos enfants, vos petits-enfants vont être communautaristes. » Le 4 mars 2008, le CSA a mis en demeure RMC, à la suite des propos diffusés le 29 novembre 2007 mettant en cause la communauté asiatique, de respecter la loi qui interdit la diffusion de propos pouvant inciter à la haine pour raisons de race.
Le CSA intervient aussi auprès de RMC à la suite de la diffusion, le 2 février 2009, d'une séquence des Grandes Gueules consacrée à la grève générale et à la situation économique et sociale en Guadeloupe, qui donne lieu à la « tenue de propos péjoratifs à l'égard de la population guadeloupéenne ». Le CSA rappelle à la station ses obligations déontologiques, selon lesquelles la radio doit, d'une part, veiller à promouvoir les valeurs d'intégration et de solidarité qui sont celles de la République et, d'autre part, assurer la maîtrise de son antenne [réf. nécessaire].
En janvier 2013, Sophie de Menthon et Franck Tanguy ont des propos polémiques concernant l'affaire Dominique Strauss-Kahn. D'abord la chef d'entreprise indique que le viol de Nafissatou Diallo était ce qu'il « lui était arrivé de mieux » et elle est sûre qu'il y a « des femmes dans la rue, qui ont pensé ça, en se disant j'aimerais moi être femme de chambre dans un hôtel et que ça m'arrive », puis le conseiller en investissement financier poursuit en disant que la femme de chambre vivait un « conte de fée » avant de déclarer : « C'est un tromblon. Elle n'a rien pour elle. Elle ne sait pas lire, pas écrire, elle est moche comme un cul et elle gagne 1,5 million. C'est extraordinaire cette histoire ! »,. Des excuses ont été données quatre jours après,. Cependant, le CSA met en demeure la station, pour « propos injurieux, misogynes, attentatoires à la dignité de la personne et à connotation raciste ». Quelques jours plus tard, Sophie de Menthon sera évincée de l'émission.
Acrimed publie le 4 février 2013 un article détaillé, intitulé  À quoi sert RMC ? À quoi sert le CSA ? dans lequel elle regrette que « Le comble, c'est que le propriétaire de la station s'est vu attribuer une chaîne supplémentaire sur la TNT et, cerise sur le gâteau, cette chaîne de télé a été autorisée récemment par le CSA à rediffuser... les émissions de radio de RMC. »

### Propos polémiques
Le 14 janvier 2010, Karim Zéribi déclenche une polémique après ses propos sur la demande de reconnaissance par des enfants de harki, notamment après avoir utilisé une comparaison avec le sort des petits-enfants de nazis. Il s'est excusé quelques jours plus tard.
Le 16 août 2010, l'un des deux présentateurs des Grandes Gueules, Alain Marschall, disserte sur le succès des nageurs français lors des championnats d'Europe 2010 en les comparant aux footballeurs de l'équipe de France lors de la coupe du monde 2010. « Les publicitaires se frottent les mains. On a de beaux sportifs, on a une belle image. Ils n'ont pas la casquette de travers, ils sont blancs ! Attends, c'est la réalité, ils présentent bien, ils sont polis » lance-t-il[réf. nécessaire].
Le 24 mars 2011, dans un débat concernant le Front national, Étienne Liebig déclare ne pas « respecter les électeurs du FN parce que ce sont des cons ». Interpellé par un auditeur en fin d'émission, l'éducateur réitère ses propos en disant que pour « voter Marine Le Pen faut avoir un QI à un chiffre ».
Le 13 décembre 2011, Sophie de Menthon se déclare en faveur du travail des enfants dans les pays en voie de développement.
En novembre 2012, Claire O'Petit réagit aux propos d'un autre chroniqueur de l'émission, Franck Tanguy, qui explique que : « Très franchement, quand je vois un barbu en djellaba qui traverse au feu rouge, j'ai envie d'accélérer, je vous le dis. ». Claire O'Petit déclare juste après : « Moi ça me l'a toujours fait hein, c'est pas nouveau. »
En mai 2013, après une série d'émissions des Grandes Gueules dite « GGThon », qui « invitait ses auditeurs à participer à l'opération en proposant « des mesures « chocs » qui permettraient au gouvernement de boucler le budget de l'année 2014 », l'association ACRIMED (Action Critique Médias) publie un article critique concernant l'orientation politique des idées retenues. Elle dénonce « Un carnaval de solutions libérales », et entre autres choses « des auditeurs aux abonnés absents, des “experts” omniprésents ». Elle conclut : « Le parti pris de les examiner exclusivement sous l'angle des dépenses publiques qui seraient trop élevées est un parti pris qui relève d'un libéralisme économique parfaitement unilatéral. Mais ce qui est inacceptable, c'est de dissimuler cette vulgate dominante à grand renfort de pseudo-évidences. Une telle dissimulation transforme l'exposition d'un parti pris en opération de propagande. »
En juin 2017, la députée de la France Insoumise fraîchement élue Danièle Obono est invitée de l'émission. Retraçant son parcours, et notamment une pétition signée pour défendre le droit de dire « Nique la France », Alain Marschall demande à l'élue si elle dirait aujourd'hui « Vive la France ». Celle-ci dénoncera par la suite une démarche « raciste » visant à « tester son patriotisme ».

## Déclinaison de l'émission:Les Grandes Gueules Moyen-Orient

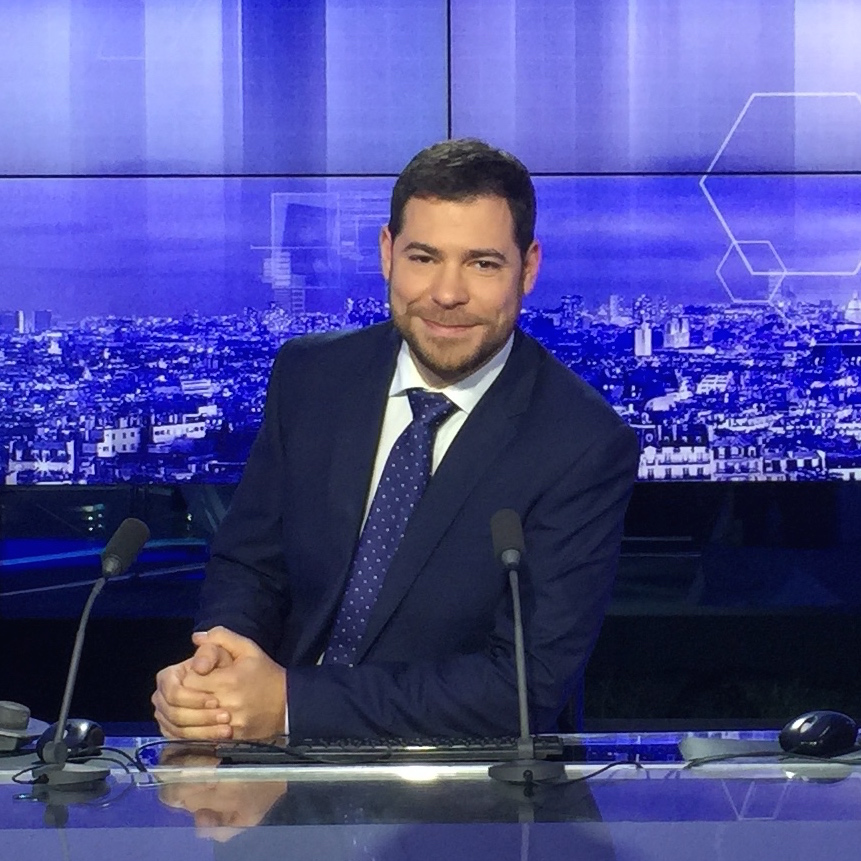
Benjamin Petrover, présentateur des Grandes Gueules Moyen-Orient.

Une déclinaison de l'émission, Les Grandes Gueules Moyen-Orient, est diffusée sur la chaîne israélienne i24 News depuis le 4 janvier 2021, animée par Benjamin Petrover, avec Abnousse Shalmani, Barbara Lefebvre, Gilles-William Goldnadel, les comédiens Francis Huster et Véronique Genest, les journalistes Laurent Joffrin, André Bercoff, Elisabeth Levy et l'avocat Arno Klarsfeld,.

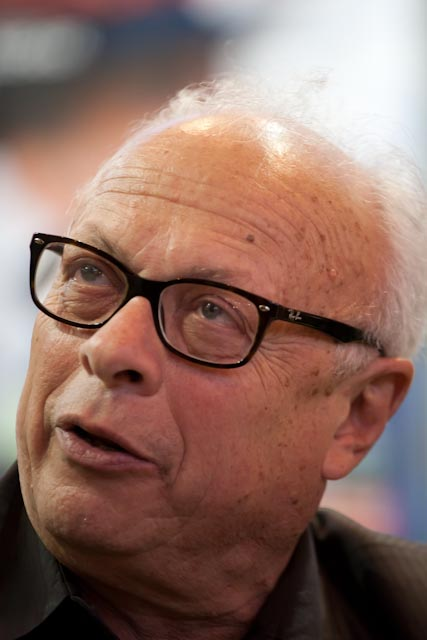
André Bercoff
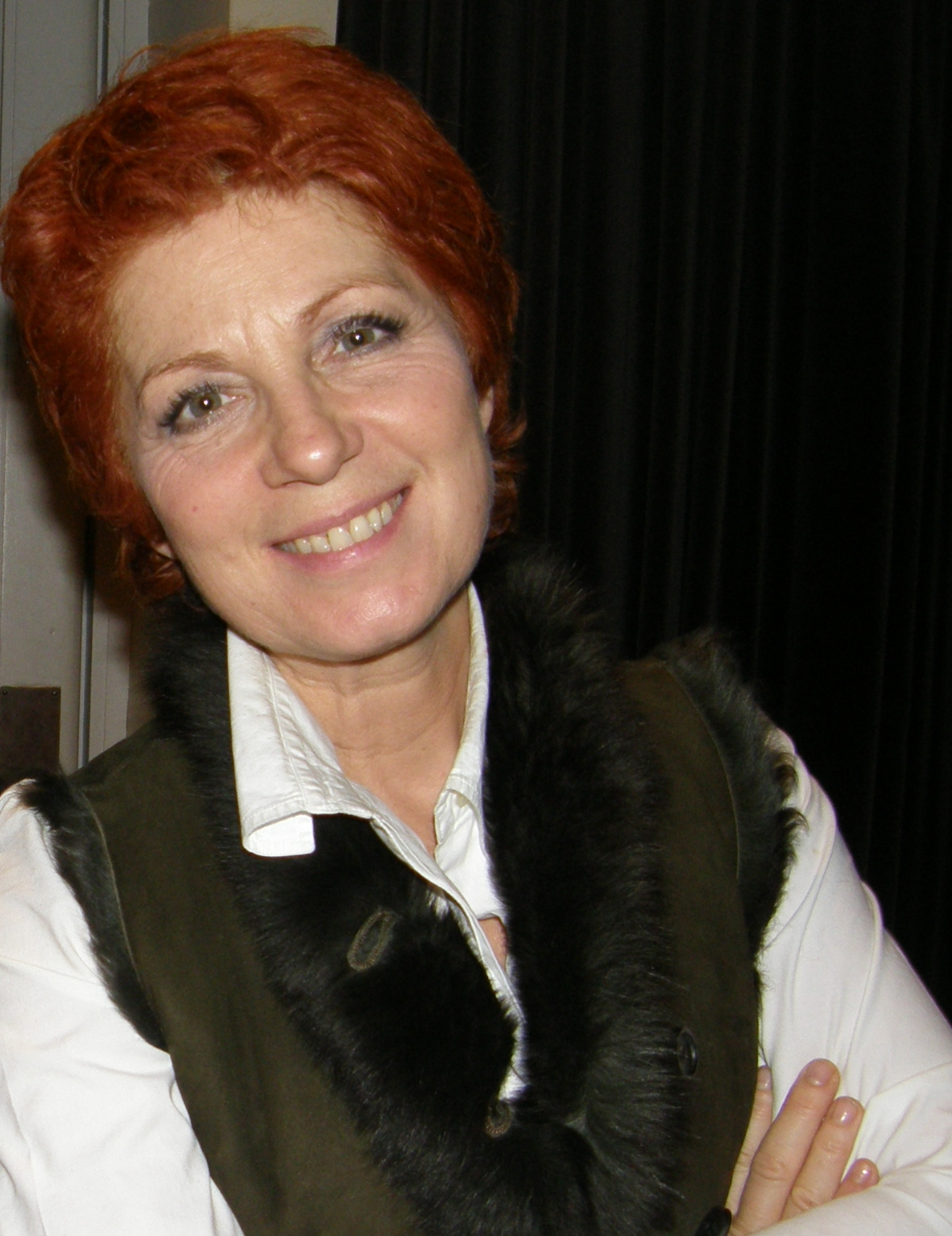
Véronique Genest
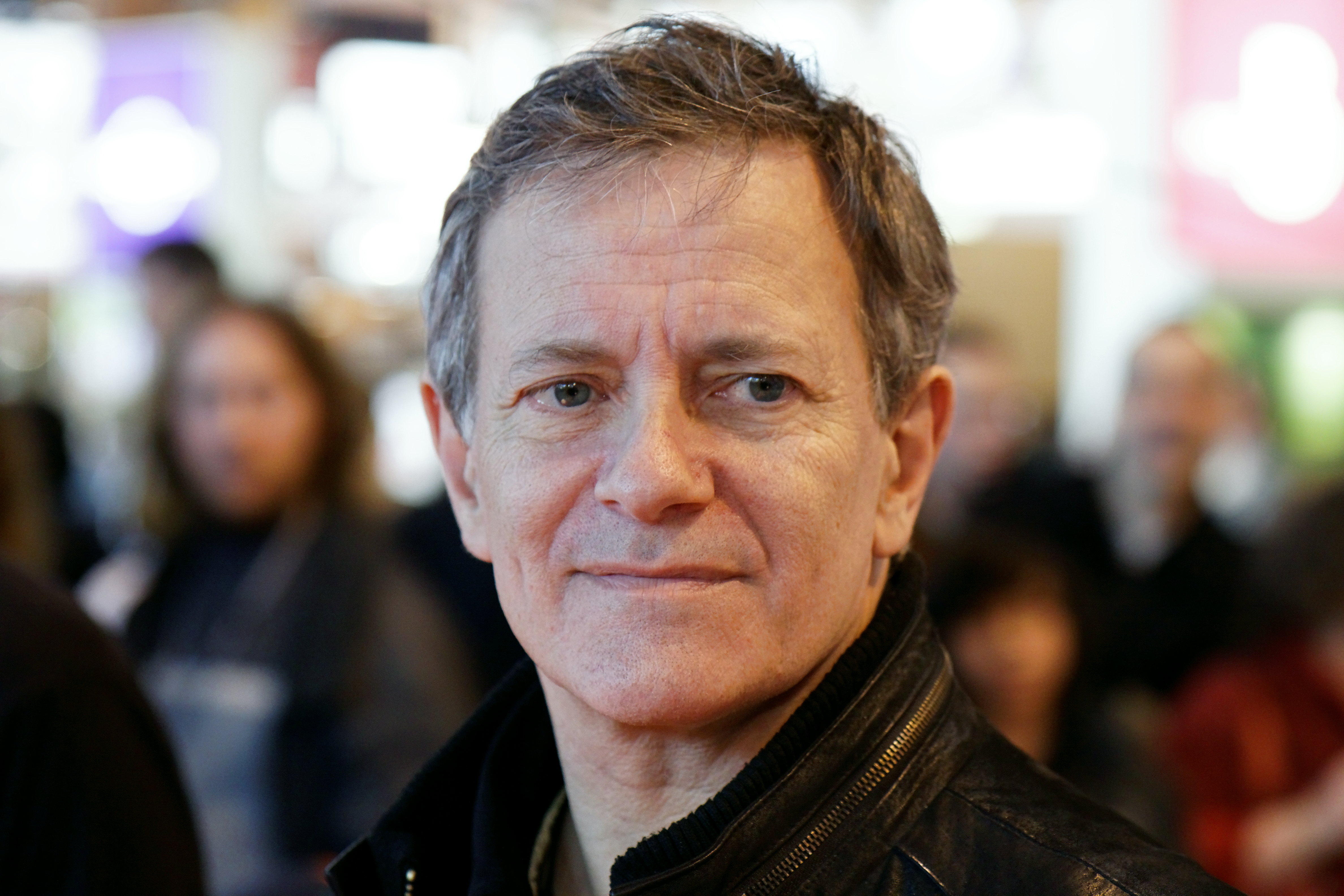
Francis Huster
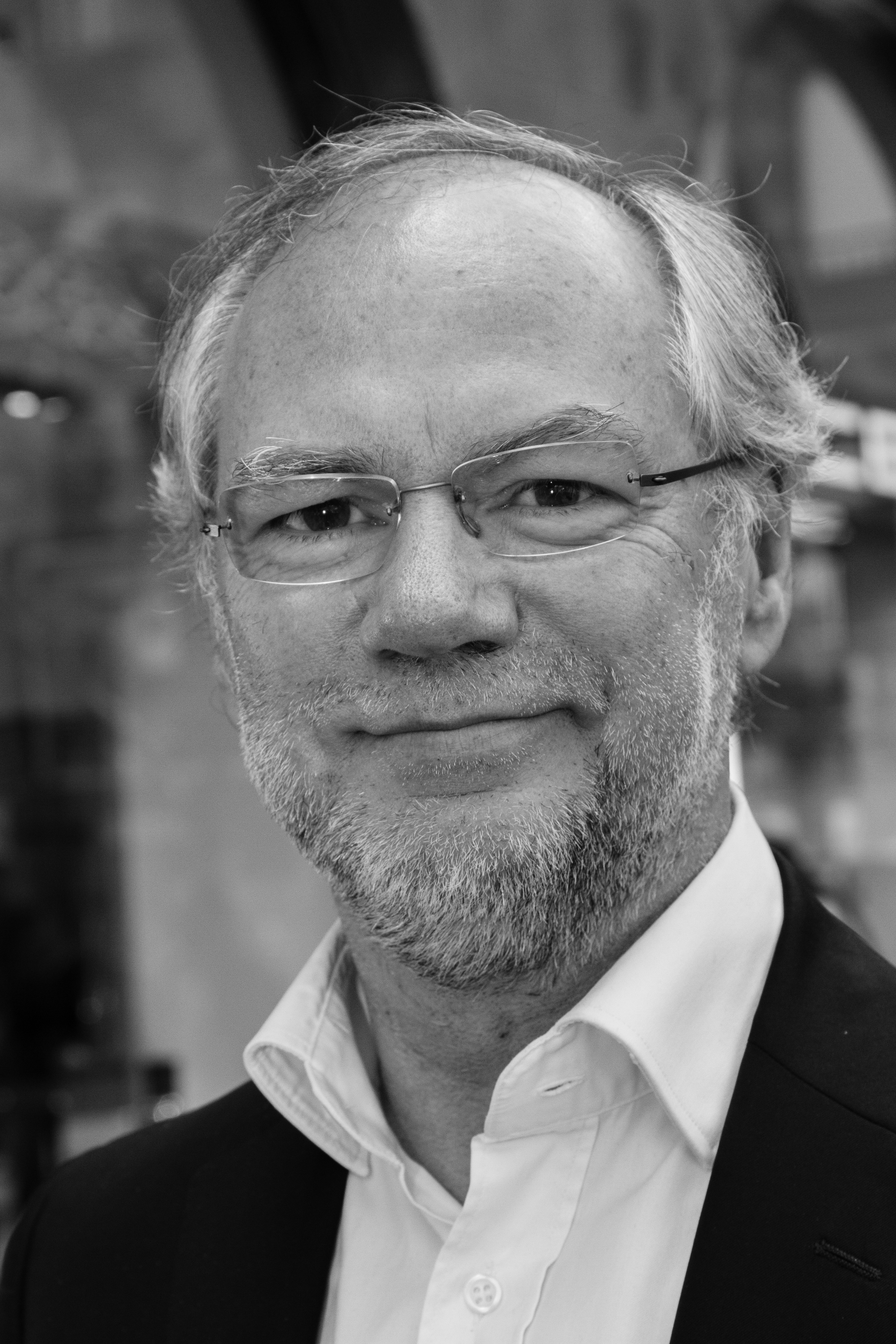
Laurent Joffrin
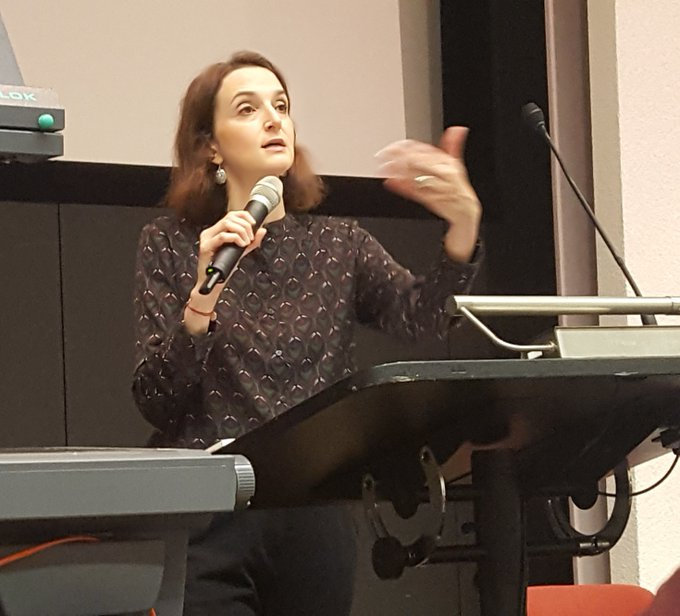
Barbara Lefebvre
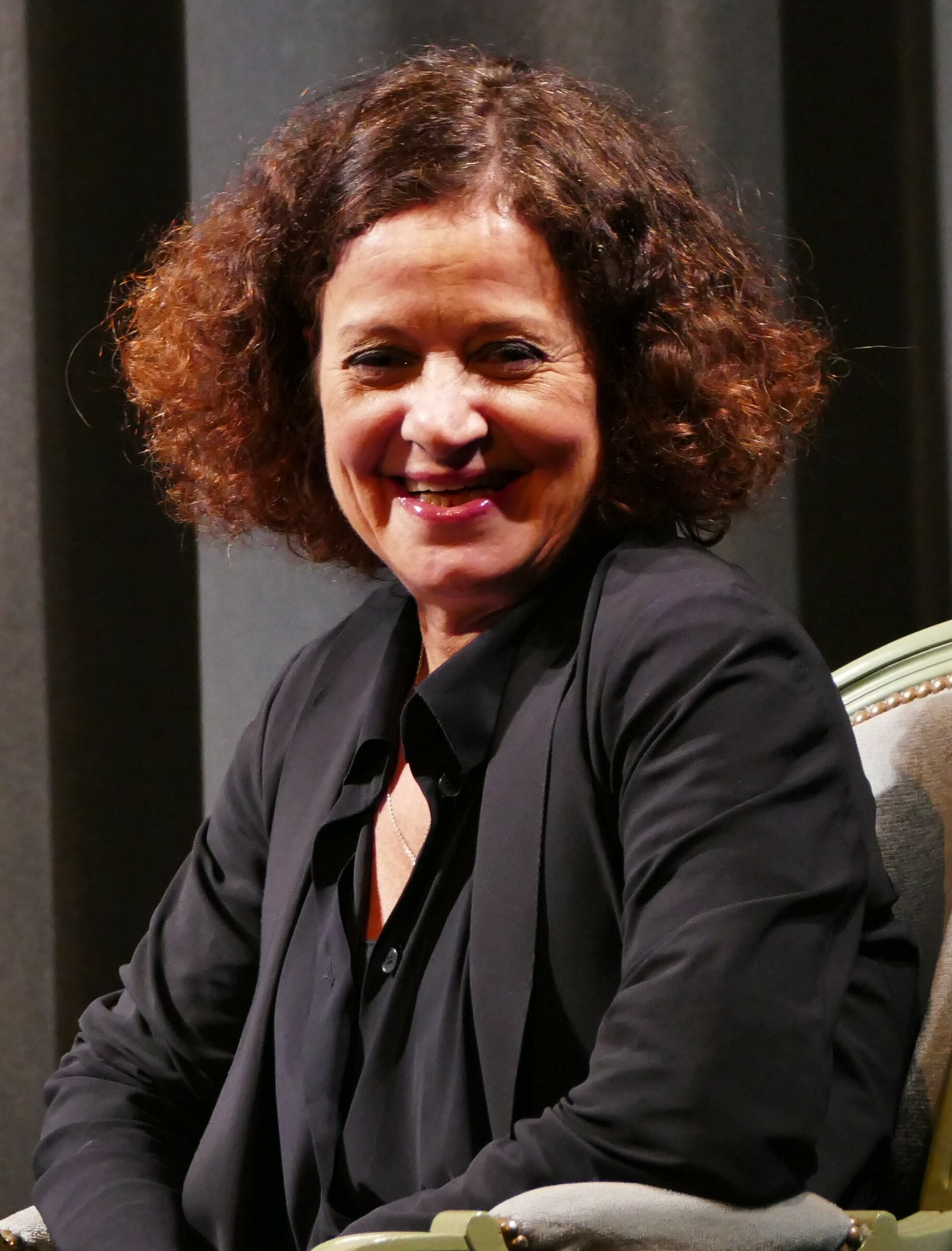
Élisabeth Lévy
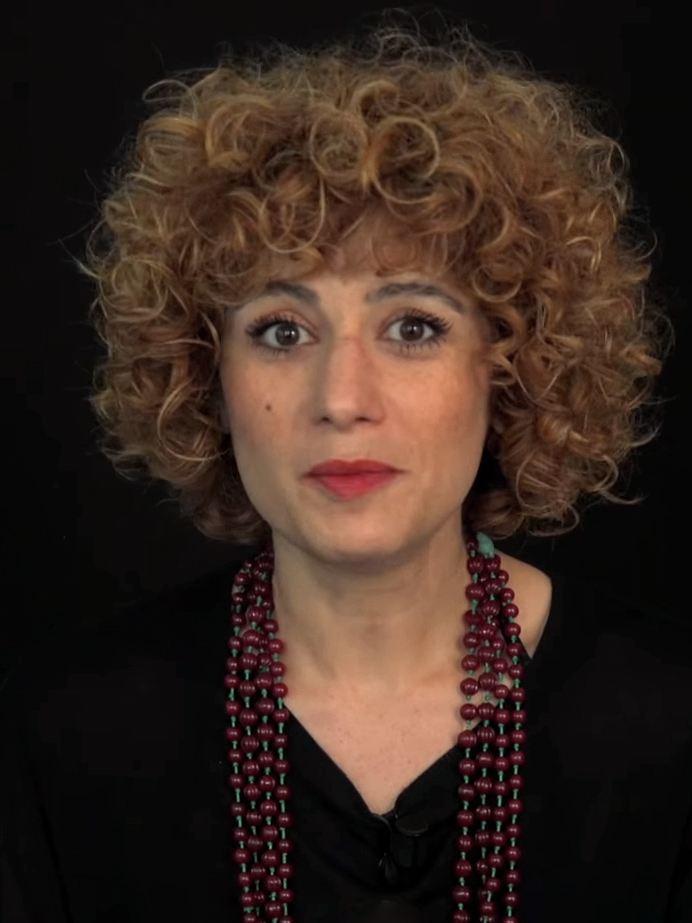
Abnousse Shalmani

## Logotypes

Ancien logo de l'émission (2016-2018).
Ancien logo de l’émission (2018-2022).
Logo de l'émission depuis le 22 août 2022.